# Love Island (programa de televisión de 2015)
Love Island es un reality de citas británico. Es un renacimiento del programa de celebridades del mismo nombre, que se emitió entre 2005 y 2006 en ITV. El programa es narrado por Iain Stirling y conducido por Caroline Flack hasta 2019 y Laura Whitmore a partir del 2020. Es la primera adaptación de la franquicia internacional, y hasta el momento se han producido quince versiones.

## Producción
El 13 de febrero de 2015, se confirmó que Love Island volvería y se emitiría en ITV2. Sin embargo, esta versión incluiría miembros del ordinario en lugar de celebridades. El 18 de abril de 2015, se anunció que Caroline Flack sería la anfitriona del programa. La serie finalmente regresó el 7 de junio de 2015 con un especial en vivo que mostraba a los nuevos isleños mientras entraban a la villa. Durante la primera temporada, varios invitados entraron a la isla, incluido Calum Best, quien participó y ganó en la versión original en 2005. Concluyó el 15 de julio de 2015 y fue ganada por Jess Hayes y Max Morley.
La segunda temporada comenzó a transmitirse el 30 de mayo de 2016. Concluyó el 11 de junio de ese mismo año, Cara De La Hoyde y Nathan Massey fueron los ganadores.
La tercera temporada se confirmó el 14 de febrero de 2017, y comenzó a transmitirse el 5 de junio.  Culminó el 24 de julio de 2017 y fue ganada por Amber Davies y Kem Cetinay. Durante el episodio final que se presentó en vivo, se anunció que el 30 de julio de 2017 se emitirá un especial de reunión que incluiría a todos los participantes.
La cuarta temporada comenzó el 4 de junio de 2018, con un audiencia de 4.050.000 espectadores, lo que lo convierte en el programa de televisión multicanal más visto desde que los Juegos Olímpicos de Verano de 2012 se transmitieron en BBC Three y el más visto en ITV2. Concluyó el 30 de julio de 2018 y fue ganada por Dani Dyer y Jack Fincham. También se confirmó que otro especial de reunión único saldría al aire una semana después de la final. El 20 de junio de 2018 durante la transmisión de esta temporada, Sophie Gradon participante de la segunda temporada se suicidó. Así como el participante de la tercera temporada Mike Thalassitis, quien se suicidó el 15 de marzo de 2019. Después de la muerte de este último, el programa anunció que ofrecerán asesoramiento a todos los concursantes con la esperanza de prevenir más suicidios.
Una quinta temporada se confirmó el 30 de julio de 2018, comenzó a transmitirse el 3 de junio de 2019. El programa aumentó con respecto al éxito de la cuarta temporada, obteniendo un récord de 4.700.000 espectadores por televisión y 1.400.000 espectadores en otros dispositivos. Concluyó el 29 de julio de 2019 y fue ganada por Amber Gill y Greg O'Shea.
El 24 de julio de 2019, ITV anunció que dos temporadas de Love Island saldrían al aire en 2020, por primera vez una para la temporada de invierno y otra en verano. La sexta temporada se retransmitió en enero de 2020 desde una nueva isla en Sudáfrica. El 17 de diciembre de 2019, la presentadora Caroline Flack anunció que se retiraría como presentadora del programa tras las acusaciones de agresión hacia su novio, Lewis Burton. El 20 de diciembre, se anunció que Laura Whitmore, sería la nueva presentadora.
El 15 de febrero de 2020, Flack fue encontrada muerta en su casa de Londres luego de suicidarse, lo que llevó a ITV2 a pausar la serie durante dos días. La sexta temporada continuó desde el 17 de febrero e Iain Stirling, el narrador del programa, rindió homenaje a Flack.
El 4 de mayo de 2020, Love Island anunció la cancelación de la séptima temporada que sería transmitida en verano de 2020 debido a la pandemia de coronavirus. Kevin Lygo, director de televisión de ITV, dijo en un comunicado: "Hemos intentado todas las formas posibles para hacer Love Island este verano, pero logísticamente no es posible producirla de una manera que proteja el bienestar de todos los involucrados y eso para nosotros es la prioridad. En circunstancias normales, estaríamos preparándonos muy pronto para viajar al lugar en Mallorca, pero claramente eso ahora está fuera de discusión".
También se ha confirmado que el programa tampoco emitirá una versión de invierno en 2021 debido a las incertidumbres con respecto a la pandemia de COVID-19 y los viajes internacionales. Se espera que el programa regrese con una en el verano de 2021.

El 4 de marzo de 2021, ITV confirmó que el programa regresaría en el verano de 2021 después de una pausa de 18 meses.
| Año  | Temporada | Episodios | Estreno     | Estreno       | Isleños | Ubicación       | Duración | Ganadores                        | Vista en ITV2 |
| Año  | Temporada | Episodios | Inicio      | Final         | Isleños | Ubicación       | Duración | Ganadores                        | Vista en ITV2 |
| ---- | --------- | --------- | ----------- | ------------- | ------- | --------------- | -------- | -------------------------------- | ------------- |
| 2015 | 1         | 29        | 7 de junio  | 15 de julio   | 23      | Santiñí         | 41       | Jess Hayes & Max Morley          | 570.000       |
| 2016 | 2         | 37        | 30 de mayo  | 11 de julio   | 26      | Santiñí         | 45       | Cara De La Hoyde & Nathan Massey | 1.470.000     |
| 2017 | 3         | 43        | 5 de junio  | 24 de julio   | 32      | San Lorenzo     | 52       | Amber Davies & Kem Cetinay       | 2.520.000     |
| 2018 | 4         | 49        | 4 de junio  | 30 de julio   | 38      | San Lorenzo     | 59       | Dani Dyer & Jack Fincham         | 3.960.000     |
| 2019 | 5         | 49        | 3 de junio  | 29 de julio   | 36      | San Lorenzo     | 58       | Amber Gill & Greg O'Shea         | 5.610.000     |
| 2020 | 6         | 36        | 12 de enero | 23 de febrero | 32      | Ciudad del Cabo | 44       | Finn Tapp & Paige Turley         | 3.960.000     |
| 2021 | 7         | 49        | 28 de junio | 23 de agosto  | 37      | San Lorenzo     | 58       | Liam Reardon & Millie Court      | 4.170.000     |
| 2022 | 8         | 49        | 6 de junio  | 1 de gosto    | 36      | San Lorenzo     | 58       | Gemma Owen & Luca Bish           | 4.460.000     |
| 2023 | 9         | 49        | 16 de enero | 13 de marzo   | 35      | Franschhoek     | 58       | Lana Jenkins & Ron Hall          | –             |
| 2023 | 10        | 49        | 5 de junio  | 31 de julio   | 32      | San Lorenzo     | 58       | Jess Harding & Sammy Root        | –             |
| 2024 | 11        | 49        | 3 de junio  | 29 de julio   | 39      | San Lorenzo     | 58       | Josh Oyinsan & Mimii Ngulube     | –             |

## Formato
Love Island involucra a un grupo de concursantes, conocidos como "isleños", que viven aislados del mundo exterior en una isla en Mallorca. Para sobrevivir en la isla, los isleños deben estar emparejados con otro isleño, ya sea por amor, amistad o dinero, ya que la pareja ganadora total recibe 50.000 libras esterlinas. El primer día, los isleños se juntan por primera vez con base en las primeras impresiones, pero a lo largo de la serie se ven obligados a "volver a acoplar", donde pueden elegir permanecer en su pareja actual o intercambiar y cambiar.
Cualquier isleño que permanezca soltero después de la ceremonia de unión es eliminado y abandona de la isla. Los isleños también pueden ser eliminados mediante votación pública, ya que durante la serie el público vota a través de la aplicación del programa disponible en los teléfonos inteligentes para su pareja favorita, o quien crea que es la más compatible. Las parejas que reciben la menor cantidad de votos corren el riesgo de ser eliminadas. A menudo se ha producido un giro en el que los isleños tenían que eliminar a las parejas. Durante la última semana, el público vota qué pareja quiere que gane la serie y, por tanto, se lleva a casa 50.000 £.
Durante la primera temporada, los episodios transmitidos los días jueves eran presentados en vivo por Caroline Flack, donde a menudo se producían eliminaciones y nuevos isleños entraban a la isla. Sin embargo, a partir de la segunda temporada se eliminaron los episodios en vivo a excepción de la final.
Mientras están en la isla, cada isleño tiene su propio teléfono en el que solo puede contactar a otros isleños por mensaje de texto, o recibir mensajes de texto informándoles de los últimos desafíos. Los isleños y las parejas suelen enfrentarse a muchos juegos y desafíos en los que participar, diseñados para poner a prueba su capacidad física y mental, y los ganadores reciben premios especiales después. Algunos isleños también se envían en momentáneamente fuera de la isla ganando desafíos.

## Temporada 1 (2015)
La primera temporada comenzó el 7 de junio de 2015 con un especial en vivo del programa presentado por Caroline Flack en ITV2, y terminó el 15 de julio de 2015. Narrada por Iain Stirling. La serie se emitió todas las noches de la semana, excepto los viernes, sin embargo, los episodios del sábado se usó como una actualización semanal titulada Love Island: The Weekly Hot List (en español: Love Island: La Lista Semanal Caliente) en lugar de un episodio nocturno común. 
El 25 de junio de 2015 se anunció que Calum Best volvería a la serie. El día 24, entró brevemente para llevar a los chicos a una noche de fiesta en Magaluf.  Esta fue la tercera aparición de Calum en el programa habiendo aparecido previamente en la primera temporada de la serie original en 2005, donde terminó en tercer lugar. Más tarde regresó para la segunda temporada en 2006, donde fue elegido ganador junto a Bianca Gascoigne. El 12 de julio de 2015, se anunció que Mark Wright también entraría brevemente al programa. Entró el día 38 para convertirse en el DJ de la fiesta de cumpleaños de Lauren Richardson.

### Isleños
Los Isleños de la primera temporada se revelaron el 2 de junio de 2015, pocos días antes del lanzamiento. Sin embargo, a lo largo de la serie, más isleños entraron a la isla para encontrar el amor. Algunos isleños fueron expulsados de la isla por no unirse, algunos fueron rechazados por sus compañeros isleños y otros por recibir la menor cantidad de votos en las eliminaciones públicas. El 15 de julio de 2015,  Jess Hayes y Max Morley ganaron.
| Nombre            | Edad | Ciudad          | Día de Ingreso | Resultado              |
| ----------------- | ---- | --------------- | -------------- | ---------------------- |
| Jess Hayes        | 22   | Oxford          | Día 1          | Ganadora (Día 41)      |
| Max Morley        | 22   | Huddersfield    | Día 14         | Ganador (Día 41)       |
| Hannah Elizabeth  | 25   | Liverpool       | Día 1          | Segundo Lugar (Día 41) |
| Jon Clark         | 25   | Essex           | Día 1          | Segundo Lugar (Día 41) |
| Josh Ritchie      | 20   | Bolton          | Día 1          | Tercer Lugar (Día 41)  |
| Lauren Richardson | 26   | Londres         | Día 1          | Tercer Lugar (Día 41)  |
| Cally Jane Beech  | 23   | Hull            | Día 21         | Cuarto Lugar (Día 41)  |
| Luis Morrison     | 20   | Londres         | Día 1          | Cuarto Lugar (Día 41)  |
| Jordan Ring       | 31   | Gloucester      | Día 1          | Eliminado (Día 35)     |
| Zoe Basia Brown   | 24   | Londres         | Día 1          | Eliminada (Día 35)     |
| Ben Porter        | 24   | Wakefield       | Día 32         | Eliminado (Día 33)     |
| Poppy Farnan      | 22   | Chester         | Día 32         | Eliminada (Día 33)     |
| Naomi Ball        | 23   | Este de Londres | Día 7          | Eliminada (Día 28)     |
| Travis Almond     | 22   | Essex           | Día 21         | Eliminado (Día 28)     |
| Omar Sultani      | 22   | Leamington Spa  | Día 1          | Eliminado (Día 21)     |
| Bethany Rogers    | 19   | Leeds           | Día 14         | Eliminada (Día 21)     |
| Daisy Muller      | 24   | Birmingham      | Día 7          | Eliminada (Día 19)     |
| Chris Williamson  | 27   | Newcastle       | Día 1          | Eliminado (Día 19)     |
| Chris Baxter      | 20   | Londres         | Día 11         | Eliminado (Día 14)     |
| Danielle Pyne     | 23   | Londres         | Día 1          | Eliminada (Día 14)     |
| Rachel Christie   | 26   | Londres         | Día 1          | Eliminada (Día 11)     |
| John Alberti      | 29   | Mánchester      | Día 3          | Eliminado (Día 6)      |
| Tony Alberti      | 29   | Mánchester      | Día 3          | Eliminado (Día 6)      |

### Emparejamiento
Las parejas fueron elegidas poco después de que los isleños entraran en la isla. Después de que todos los chicos entraron, se les pidió a las chicas que eligieran un chico con quien formar pareja. Jon se emparejó con Hannah, Chris se emparejó con Danielle, Omar y Rachel se emparejaron, Josh y Lauren se emparejaron, mientras que Jess se emparejó con Jordan y Luis se emparejó con Zoe. Competían en parejas por 50.000 libras esterlinas.  Sin embargo, a lo largo de la serie, las parejas intercambiaron y cambiaron a medida que nuevos isleños acoplaron.
|          | Día 11               | Día 62               | Día 113              | Día 33             | Final                  |
| -------- | -------------------- | -------------------- | -------------------- | ------------------ | ---------------------- |
| Jess     | Jordan               | Josh                 | Omar                 | Max                | Ganadora (Día 41)      |
| Max      | No estaba en la Isla | No estaba en la Isla | No estaba en la Isla | Jess               | Ganador (Día 41)       |
| Hannah   | Jon                  | Jon                  | Jon                  | Jon                | Segundo Lugar (Día 41) |
| Jon      | Hannah               | Hannah               | Hannah               | Hannah             | Segundo Lugar (Día 41) |
| Josh     | Lauren               | Jess                 | Naomi                | Lauren             | Tercer Lugar (Día 41)  |
| Lauren   | Josh                 | Chris W              | Luis                 | Josh               | Tercer Lugar (Día 41)  |
| Cally    | No estaba en la Isla | No estaba en la Isla | No estaba en la Isla | Luis               | Cuarto Lugar (Día 41)  |
| Luis     | Zoe                  | Danielle             | Lauren               | Cally              | Cuarto Lugar (Día 41)  |
| Jordan   | Jess                 | Zoe                  | Daisy                | Zoe                | Eliminado (Día 35)     |
| Zoe      | Luis                 | Jordan               | Chris W              | Jordan             | Eliminada (Día 35)     |
| Ben      | No estaba en la Isla | No estaba en la Isla | No estaba en la Isla | Eliminado (Día 33) | Eliminado (Día 33)     |
| Poppy    | No estaba en la Isla | No estaba en la Isla | No estaba en la Isla | Eliminada (Día 33) | Eliminada (Día 33)     |
| Naomi    | No estaba en la Isla | No estaba en la Isla | Josh                 | Eliminada (Día 28) | Eliminada (Día 28)     |
| Travis   | No estaba en la Isla | No estaba en la Isla | No estaba en la Isla | Eliminado (Día 28) | Eliminado (Día 28)     |
| Omar     | Rachel               | Rachel               | Jess                 | Eliminado (Día 21) | Eliminado (Día 21)     |
| Bethany  | No estaba en la Isla | No estaba en la Isla | No estaba en la Isla | Eliminada (Día 21) | Eliminada (Día 21)     |
| Daisy    | No estaba en la Isla | No estaba en la Isla | Jordan               | Eliminada (Día 19) | Eliminada (Día 19)     |
| Chris W  | Danielle             | Lauren               | Zoe                  | Eliminado (Día 19) | Eliminado (Día 19)     |
| Chris B  | No estaba en la Isla | No estaba en la Isla | Danielle             | Eliminado (Día 14) | Eliminado (Día 14)     |
| Danielle | Chris W              | Luis                 | Chris B              | Eliminada (Día 14) | Eliminada (Día 14)     |
| Rachel   | Omar                 | Omar                 | Eliminada (Dia 11)   | Eliminada (Dia 11) | Eliminada (Dia 11)     |
| John     | No estaba en la Isla | Eliminado (Día 6)    | Eliminado (Día 6)    | Eliminado (Día 6)  | Eliminado (Día 6)      |
| Tony     | No estaba en la Isla | Eliminado (Día 6)    | Eliminado (Día 6)    | Eliminado (Día 6)  | Eliminado (Día 6)      |

#### Después de Filmar
Cally Jane Beech y Luis Morrison se convirtieron en la primera pareja en tener un bebé cuando dieron la bienvenida a su primer hijo en mayo de 2017.
Así como participaron en Love Island, algunos miembros del reparto participaron en otros reality shows:
- The Only Way Is Essex
  - Jon Clark – Temporada 17–23 (2016–18)

- Ex on the Beach Reino Unido
  - Josh Ritchie – Temporada 6 & Temporada 7 (2017)
  - Max Morley – Temporada 7 (2017)
  - Jon Clark – Celebridades en la Ciudad (2020– 21)

## Temporada 2 (2016)
El 14 de febrero de 2016, Día de San Valentín, se confirmó una segunda temporada. Se estrenó el 30 de mayo de 2016 y terminó el 11 de julio de 2016. Los episodios se estrenaron a diario, a diferencia de la temporada anterior, donde no se transmitieron los domingos.

### Isleños
Los participante fueron revelados el 24 de mayo de 2016, solo una semana antes del lanzamiento. Cara De La Hoyde y Nathan Massey ganaron el 11 de julio de 2016.
| Nombre                   | Edad | Ciudad               | Día de Ingreso | Resultado              |
| ------------------------ | ---- | -------------------- | -------------- | ---------------------- |
| Cara De La Hoyde         | 26   | Kent                 | Día 1          | Ganadora (Día 45)      |
| Nathan Massey            | 25   | Essex                | Día 1          | Ganador (Día 45)       |
| Alex Bowen               | 24   | Birmingham           | Día 18         | Segundo Lugar (Día 45) |
| Olivia Buckland          | 22   | Chelmsford           | Día 1          | Segundo Lugar (Día 45) |
| Kady McDermott           | 20   | Stevenage            | Día 3          | Tercer Lugar (Día 45)  |
| Scott Thomas             | 27   | Mánchester           | Día 1          | Tercer Lugar (Día 45)  |
| Adam Maxted              | 24   | Belfast              | Día 11         | Cuarto Lugar (Día 45)  |
| Katie Salmon             | 20   | Península de Winrral | Día 34         | Cuarto Lugar (Día 45)  |
| Emma Jane Woodham        | 19   | Oxford               | Día 27         | Eliminada (Día 41)     |
| Terry Walsh              | 28   | Surrey               | Día 3          | Eliminado (Día 41)     |
| Adam Jukes               | 23   | Mánchester           | Día 34         | Eliminado (Día 41)     |
| Lauren Whiteside         | 25   | Blackpool            | Día 37         | Eliminada (Día 41)     |
| Tina Stinnes             | 21   | London               | Día 20         | Eliminada (Día 40)     |
| Sophie Gradon †          | 30   | Newcastle            | Día 1          | Abandona (Día 39)7     |
| Troy Frith               | 23   | Kent                 | Día 30         | Eliminado (Día 37)     |
| Tom Powell               | 24   | Port Talbot          | Día 1          | Eliminado (Día 33)     |
| Liana Isadora Van Riel   | 20   | Exeter               | Día 20         | Eliminada (Día 33)     |
| Oliver Maxwell Fernandez | 25   | Hertfordshire        | Día 30         | Eliminado (Día 31)     |
| Malin Andersson          | 23   | Milton Keynes        | Día 1          | Eliminada (Día 25)     |
| Zara Holland             | 20   | Hull                 | Día 1          | Abandona (Día 22)6     |
| James Khan               | 20   | Teddington           | Día 18         | Eliminado (Día 20)     |
| Rykard Jenkins           | 25   | Kent                 | Día 1          | Abandona (Día 15)5     |
| Daniel Lukakis           | 23   | London               | Día 1          | Eliminado (Día 15)     |
| Rachel Fenton            | 23   | Hampshire            | Día 7          | Eliminada (Día 15)     |
| Malia Arkian             | 26   | Mánchester           | Día 7          | Expulsada (Día 7)4     |
| Javi Shephard            | 27   | York                 | Día 1          | Eliminado (Día 6)      |

### Emparejamiento
Las parejas fueron elegidas poco después de que los concursantes ingresaran a la isla. Después de que todas las niñas ingresaron, se les pidió a los niños que eligieran una niña con la que formar pareja. Sophie se emparejó con Tom, Cara con Nathan, Malin y Rykard se emparejaron, Zara y Scott se emparejaron, mientras que Olivia se emparejó con Daniel y Javi permaneció soltero. Sin embargo, a lo largo de la serie, las parejas cambiaron.
|        | Día 1                 | Día 68                | Día 13               | Día 208              | Día 32               | Día 3710           | Día 4011           | Final                  |                    |
| ------ | --------------------- | --------------------- | -------------------- | -------------------- | -------------------- | ------------------ | ------------------ | ---------------------- | ------------------ |
| Cara   | Nathan                | Nathan                | Nathan               | Nathan               | Nathan               | Nathan             | Nathan             | Ganadora (Día 45)      |                    |
| Nathan | Cara                  | Cara                  | Cara                 | Cara                 | Cara                 | Cara               | Cara               | Ganador (Día 45)       |                    |
| Alex   | No estaba en la Isla  | No estaba en la Isla  | No estaba en la Isla | Olivia               | Olivia               | Olivia             | Olivia             | Segundo Lugar (Día 45) |                    |
| Olivia | Daniel                | Rykard                | Adam M               | Alex                 | Alex                 | Alex               | Alex               | Segundo Lugar (Día 45) |                    |
| Kady   | No estaba en la Villa | Scott                 | Scott                | Scott                | Scott                | Scott              | Scott              | Tercer Lugar (Día 45)  |                    |
| Scott  | Zara                  | Kady                  | Kady                 | Kady                 | Kady                 | Kady               | Kady               | Tercer Lugar (Día 45)  |                    |
| Adam M | No estaba en la Villa | No estaba en la Villa | Olivia               | Zara                 | Liana                | Tina               | Katie              | Cuarto Lugar (Día 45)  |                    |
| Katie  | No estaba en la Isla  | No estaba en la Isla  | No estaba en la Isla | No estaba en la Isla | No estaba en la Isla | Sophie             | Adam M             | Cuarto Lugar (Día 45)  |                    |
| Emma   | No estaba en la Isla  | No estaba en la Isla  | No estaba en la Isla | No estaba en la Isla | Terry                | Terry              | Terry              | Eliminada (Día 41)     |                    |
| Terry  | No estaba en la Isla  | Malin                 | Malin                | Malin                | Emma                 | Emma               | Emma               | Eliminado (Día 41)     |                    |
| Adam J | No estaba en la Isla  | No estaba en la Isla  | No estaba en la Isla | No estaba en la Isla | No estaba en la Isla | Lauren             | Lauren             | Eliminado (Día 41)     |                    |
| Lauren | No estaba en la Isla  | No estaba en la Isla  | No estaba en la Isla | No estaba en la Isla | No estaba en la Isla | Adam J             | Adam J             | Eliminada (Día 41)     |                    |
| Tina   | No estaba en la Isla  | No estaba en la Isla  | No estaba en la Isla | No estaba en la Isla | Troy                 | Adam M             | Eliminada (Día 40) | Eliminada (Día 40)     | Eliminada (Día 40) |
| Sophie | Tom                   | Tom                   | Tom                  | Tom                  | Tom                  | Katie              | Abandona (Día 39)  | Abandona (Día 39)      | Abandona (Día 39)  |
| Troy   | No estaba en la Isla  | No estaba en la Isla  | No estaba en la Isla | No estaba en la Isla | Tina                 | Eliminado (Día 37) | Eliminado (Día 37) | Eliminado (Día 37)     |                    |
| Tom    | Sophie                | Sophie                | Sophie               | Sophie               | Sophie               | Eliminado (Día 33) | Eliminado (Día 33) | Eliminado (Día 33)     |                    |
| Liana  | No estaba en la Isla  | No estaba en la Isla  | No estaba en la Isla | No estaba en la Isla | Adam M               | Eliminada (Día 33) | Eliminada (Día 33) | Eliminada (Día 33)     |                    |
| Oliver | No estaba en la Isla  | No estaba en la Isla  | No estaba en la Isla | No estaba en la Isla | Eliminado (Día 31)   | Eliminado (Día 31) | Eliminado (Día 31) | Eliminado (Día 31)     |                    |
| Malin  | Rykard                | Terry                 | Terry                | Terry                | Eliminada (Día 25)   | Eliminada (Día 25) | Eliminada (Día 25) | Eliminada (Día 25)     |                    |
| Zara   | Scott                 | Daniel                | Daniel               | Adam M               | Abandona (Día 22)    | Abandona (Día 22)  | Abandona (Día 22)  | Abandona (Día 22)      |                    |
| James  | No estaba en la Isla  | No estaba en la Isla  | No estaba en la Isla | Eliminado (Día 20)   | Eliminado (Día 20)   | Eliminado (Día 20) | Eliminado (Día 20) | Eliminado (Día 20)     |                    |
| Rykard | Malin                 | Olivia                | Rachel               | Abandona (Día 15)    | Abandona (Día 15)    | Abandona (Día 15)  | Abandona (Día 15)  | Abandona (Día 15)      | Abandona (Día 15)  |
| Daniel | Olivia                | Zara                  | Zara                 | Eliminado (Día 15)   | Eliminado (Día 15)   | Eliminado (Día 15) | Eliminado (Día 15) | Eliminado (Día 15)     |                    |
| Rachel | No estaba en la Isla  | No estaba en la Isla  | Rykard               | Eliminada (Día 15)   | Eliminada (Día 15)   | Eliminada (Día 15) | Eliminada (Día 15) | Eliminada (Día 15)     |                    |
| Malia  | No estaba en la Villa | No estaba en la Villa | Expulsada (Día 7)    | Expulsada (Día 7)    | Expulsada (Día 7)    | Expulsada (Día 7)  | Expulsada (Día 7)  | Expulsada (Día 7)      | Expulsada (Día 7)  |
| Javi   | N/A                   | Eliminado (Día 6)     | Eliminado (Día 6)    | Eliminado (Día 6)    | Eliminado (Día 6)    | Eliminado (Día 6)  | Eliminado (Día 6)  | Eliminado (Día 6)      | Eliminado (Día 6)  |

#### Después de Filmar
Así como participaron en Love Island, algunos miembros del reparto participaron en otros reality shows:
- The Only Way Is Essex
  - Cara De La Hoyde – Temporada 18–22, 24 (2016-19)[16]
  - Nathan Massey – Temporada 18–22, 24 (2016–19)[16]
- Ibiza Weekender
  - Rykard Jenkins – Temporada 6 (2017)

## Temporada 3 (2017)
La tercera temporada comenzó el 5 de junio de 2017. La serie concluyó el 24 de julio de 2017. Además de la actualización semanal nombrada Love Island: The Weekly Hot List desde la temporada anterior, se confirmó un nuevo spin-off, Love Island: After Sun (en español: Love Island Después del Sol) presentado también por Caroline Flack cuenta con la participación del público e invitados famosos y es transmitido los domingos por la noche.
Mike Thalassitis y Sam Gowland se convirtieron en los primeros isleños en regresar al programa después de haber sido eliminados.
El 24 de julio de 2017, Amber Davies y Kem Cetinay ganaron. 

### Isleños
Los Isleñoss se revelaron el 29 de mayo de 2017, solo una semana antes del lanzamiento. 
| Nombre             | Edad | Ciudad          | Día de Ingreso | Resultado              |
| ------------------ | ---- | --------------- | -------------- | ---------------------- |
| Amber Davies       | 20   | North Wales     | Día 1          | Ganadora (Día 52)      |
| Kem Cetinay        | 21   | Essex           | Día 1          | Ganador (Día 52)       |
| Camilla Thurlow    | 28   | Dumfries        | Día 1          | Segundo Lugar (Día 52) |
| Jamie Jewitt       | 27   | Essex           | Día 32         | Segundo Lugar (Día 52) |
| Chris Hughes       | 24   | Cheltenham      | Día 4          | Tercer Lugar (Día 52)  |
| Olivia Attwood     | 26   | Guildford       | Día 1          | Tercer Lugar (Día 52)  |
| Gabby Allen        | 25   | Liverpool       | Día 7          | Cuarto Lugar (Día 52)  |
| Marcel Somerville  | 31   | Londres         | Día 1          | Cuarto Lugar (Día 52)  |
| Alex Beattie       | 22   | Newcastle       | Día 26         | Eliminado (Día 50)     |
| Montana Brown      | 21   | Hertfordshire   | Día 1          | Eliminada (Día 50)     |
| Georgia Harrison   | 22   | Essex           | Día 34         | Eliminada (Día 46)     |
| Sam Gowland        | 21   | Middlesbrough   | Día 1          | Eliminado (Día 23)     |
| Sam Gowland        | 21   | Middlesbrough   | Día 39         | Eliminado (Día 46      |
| Mike Thalassitis   | 24   | Londres         | Día 12         | Eliminado (Día 17)     |
| Mike Thalassitis   | 24   | Londres         | Día 39         | Eliminado (Día 44)     |
| Tyla Carr          | 23   | Surrey          | Día 19         | Eliminada (Día 44)     |
| Theo Campbell      | 25   | Bath            | Día 32         | Eliminado (Día 41)     |
| Jonny Mitchell     | 26   | Essex           | Día 4          | Eliminado (Día 38)     |
| Craig Lawson       | 27   | Londres         | Día 26         | Eliminado (Día 31)     |
| Nathan Joseph      | 25   | Essex           | Día 26         | Eliminado (Día 31)     |
| Danielle Sellers   | 22   | Hastings        | Día 26         | Eliminada (Día 31)     |
| Chyna Ellis        | 22   | Essex           | Día 26         | Eliminada (Día 31)     |
| Amelia Peters      | 18   | Londres         | Día 26         | Eliminada (Día 28)     |
| Dom Lever          | 26   | Mánchester      | Día 1          | Eliminado (Día 28)     |
| Ellisha-Jade White | 22   | Southampton     | Día 26         | Eliminada (Día 28)     |
| Marino Katsouris   | 22   | Brighton        | Día 26         | Eliminado (Día 28)     |
| Rob Lipsett        | 25   | Dublín, Irlanda | Día 26         | Eliminado (Día 28)     |
| Shannen McGrath    | 23   | Dublín, Irlanda | Día 26         | Eliminada (Día 28)     |
| Steve Ball         | 25   | Wiltshire       | Día 26         | Eliminado (Día 28)     |
| Simon Searles      | 28   | Leeds           | Día 19         | Eliminado (Día 25)     |
| Chloë Crowhurst    | 22   | Essex           | Día 1          | Eliminada (Día 23)     |
| Jessica Shears     | 24   | Devon           | Día 1          | Eliminada (Día 17)     |
| Tyne-Lexy Clarson  | 20   | Birmingham      | Día 7          | Eliminada (Día 14)     |
| Harley Judge       | 22   | Norwich         | Día 1          | Eliminada (Día 6)      |

### Emparejamiento
Las parejas fueron elegidas poco después de que los concursantes ingresaran. Después de que todas las chicas entraron, se les pidió a los chicos que eligieran una chica con la que formar pareja. Marcel se emparejó con Olivia, Dom con Montana, Sam y Camilla se emparejaron, Amber y Harley, mientras que Chloë se emparejó con Kem y Jessica permaneció soltera y le dijeron que robaría a uno de los chicos al día siguiente. Sin embargo, a lo largo de la serie, las parejas intercambiaron y cambiaron.
|              | Día 1                | Día 6                | Día 14               | Día 20               | Día 24               | Día 28               | Día 34             | Día 4112           | Final                  |
| ------------ | -------------------- | -------------------- | -------------------- | -------------------- | -------------------- | -------------------- | ------------------ | ------------------ | ---------------------- |
| Amber        | Harley               | Kem                  | Kem                  | Kem                  | Kem                  | Nathan               | Jonny              | Kem                | Ganadora (Día 52)      |
| Kem          | Chloë                | Amber                | Amber                | Amber                | Amber                | Chyna                | Georgia            | Amber              | Ganador (Día 52)       |
| Camilla      | Sam                  | Jonny                | Jonny                | Jonny                | Jonny                | Craig                | Jamie              | Jamie              | Segundo Lugar (Día 52) |
| Jamie        | No estaba en la Isla | No estaba en la Isla | No estaba en la Isla | No estaba en la Isla | No estaba en la Isla | No estaba en la Isla | Camilla            | Camilla            | Segundo Lugar (Día 52) |
| Chris        | Not in Villa         | Chloë                | Chloë                | Olivia               | Olivia               | Olivia               | Olivia             | Olivia             | Tercer Lugar (Día 52)  |
| Olivia       | Marcel               | Sam                  | Mike                 | Chris                | Chris                | Chris                | Chris              | Chris              | Tercer Lugar (Día 52)  |
| Gabby        | Not in Villa         | Not in Villa         | Marcel               | Marcel               | Marcel               | Marcel               | Marcel             | Marcel             | Cuarto Lugar (Día 52)  |
| Marcel       | Olivia               | Montana              | Gabby                | Gabby                | Gabby                | Gabby                | Gabby              | Gabby              | Cuarto Lugar (Día 52)  |
| Alex         | No estaba en la Isla | No estaba en la Isla | No estaba en la Isla | No estaba en la Isla | No estaba en la Isla | Montana              | Montana            | Montana            | Eliminado (Día 50)     |
| Montana      | Dom                  | Marcel               | Sam                  | Simon                | Dom                  | Alex                 | Alex               | Alex               | Eliminada (Día 50)     |
| Georgia      | No estaba en la Isla | No estaba en la Isla | No estaba en la Isla | No estaba en la Isla | No estaba en la Isla | No estaba en la Isla | Kem                | Sam                | Eliminada (Día 46)     |
| Sam          | Camilla              | Olivia               | Montana              | Chloë                | Eliminado (Día 23)   | Eliminado (Día 23)   | Eliminado (Día 23) | Georgia            | Eliminado (Día 46)     |
| Mike         | No estaba en la Isla | No estaba en la Isla | Olivia               | Eliminado (Día 17)   | Eliminado (Día 17)   | Eliminado (Día 17)   | Eliminado (Día 17) | Tyla               | Eliminado (Día 44)     |
| Tyla         | No estaba en la Isla | No estaba en la Isla | No estaba en la Isla | Dom                  | Simon                | N/A                  | Theo               | Mike               | Eliminada (Día 44)     |
| Theo         | No estaba en la Isla | No estaba en la Isla | No estaba en la Isla | No estaba en la Isla | No estaba en la Isla | No estaba en la Isla | Tyla               | Eliminado (Día 41) | Eliminado (Día 41)     |
| Jonny        | No estaba en la Isla | Camilla              | Camilla              | Camilla              | Camilla              | Danielle             | Amber              | Eliminado (Día 38) | Eliminado (Día 38)     |
| Craig        | No estaba en la Isla | No estaba en la Isla | No estaba en la Isla | No estaba en la Isla | No estaba en la Isla | Camilla              | Eliminado (Día 31) | Eliminado (Día 31) | Eliminado (Día 31)     |
| Danielle     | No estaba en la Isla | No estaba en la Isla | No estaba en la Isla | No estaba en la Isla | No estaba en la Isla | Jonny                | Eliminada (Día 31) | Eliminada (Día 31) | Eliminada (Día 31)     |
| Nathan       | No estaba en la Isla | No estaba en la Isla | No estaba en la Isla | No estaba en la Isla | No estaba en la Isla | Amber                | Eliminado (Día 31) | Eliminado (Día 31) | Eliminado (Día 31)     |
| Chyna        | No estaba en la Isla | No estaba en la Isla | No estaba en la Isla | No estaba en la Isla | No estaba en la Isla | Kem                  | Eliminada (Día 31) | Eliminada (Día 31) | Eliminada (Día 31)     |
| Dom          | Montana              | Jessica              | Jessica              | Tyla                 | Montana              | Eliminado (Día 28)   | Eliminado (Día 28) | Eliminado (Día 28) | Eliminado (Día 28)     |
| Marino       | No estaba en la Isla | No estaba en la Isla | No estaba en la Isla | No estaba en la Isla | No estaba en la Isla | Eliminado (Día 28)   | Eliminado (Día 28) | Eliminado (Día 28) | Eliminado (Día 28)     |
| Rob          | No estaba en la Isla | No estaba en la Isla | No estaba en la Isla | No estaba en la Isla | No estaba en la Isla | Eliminado (Día 28)   | Eliminado (Día 28) | Eliminado (Día 28) | Eliminado (Día 28)     |
| Steve        | No estaba en la Isla | No estaba en la Isla | No estaba en la Isla | No estaba en la Isla | No estaba en la Isla | Eliminado (Día 28)   | Eliminado (Día 28) | Eliminado (Día 28) | Eliminado (Día 28)     |
| Amelia       | No estaba en la Isla | No estaba en la Isla | No estaba en la Isla | No estaba en la Isla | No estaba en la Isla | Eliminada (Día 28)   | Eliminada (Día 28) | Eliminada (Día 28) | Eliminada (Día 28)     |
| Ellisha-Jade | No estaba en la Isla | No estaba en la Isla | No estaba en la Isla | No estaba en la Isla | No estaba en la Isla | Eliminada (Día 28)   | Eliminada (Día 28) | Eliminada (Día 28) | Eliminada (Día 28)     |
| Shannen      | No estaba en la Isla | No estaba en la Isla | No estaba en la Isla | No estaba en la Isla | No estaba en la Isla | Eliminada (Día 28)   | Eliminada (Día 28) | Eliminada (Día 28) | Eliminada (Día 28)     |
| Simon        | No estaba en la Isla | No estaba en la Isla | No estaba en la Isla | Montana              | Tyla                 | Eliminado (Día 28)   | Eliminado (Día 28) | Eliminado (Día 28) | Eliminado (Día 28)     |
| Chloë        | Kem                  | Chris                | Chris                | Sam                  | Eliminada (Día 23)   | Eliminada (Día 23)   | Eliminada (Día 23) | Eliminada (Día 23) | Eliminada (Día 23)     |
| Jessica      | N/A                  | Dom                  | Dom                  | Eliminada (Día 17)   | Eliminada (Día 17)   | Eliminada (Día 17)   | Eliminada (Día 17) | Eliminada (Día 17) | Eliminada (Día 17)     |
| Tyne-Lexy    | No estaba en la Isla | No estaba en la Isla | Eliminada (Día 14)   | Eliminada (Día 14)   | Eliminada (Día 14)   | Eliminada (Día 14)   | Eliminada (Día 14) | Eliminada (Día 14) | Eliminada (Día 14)     |
| Harley       | Amber                | Eliminado (Día 6)    | Eliminado (Día 6)    | Eliminado (Día 6)    | Eliminado (Día 6)    | Eliminado (Día 6)    | Eliminado (Día 6)  | Eliminado (Día 6)  | Eliminado (Día 6)      |

#### Después de Filmar
Poco después de la final, los isleños Chris Hughes y Kem Cetinay lanzaron sun sencillo debut "Little Bit Leave It". Montana Brown participó en la tercera temporada de Celebrity Island con Bear Grylls. 
Así como participaron en Love Island, algunos miembros del reparto participaron en otros reality shows:
- Dancing on Ice Reino Unido
  - Kem Cetinay – Temporada 10 (2018) – 9° Eliminado
- Celebrity Big Brother Reino Unido
  - Jonny Mitchell – Temporada 21 (2018) – 7° Eliminado
  - Gabby Allen – Temporada 22 (2018) – 6° Lugar
- Ibiza Weekender
  - Chyna Ellis – Temporada 7 (2018)[19]
- Geordie Shore
  - Sam Gowland – Temporada 16–20 (2018–20)
- Celebs Go Dating
  - Mike Thalassitis – Temporada 4 (2018)[20]
  - Olivia Attwood – Temporada 5 (2018)
- Celebrity SAS: Who Dares Wins
  - Camilla Thurlow – Temporada 1 (2019)
- Celebs on the Farm
  - Montana Brown – Temporada 3 (2021)  – 3° Eliminada

- The Challenge

| Miembro del elenco | Temporadas                                         | Temporadas ganadas | Dinero ganado |
| ------------------ | -------------------------------------------------- | ------------------ | ------------- |
| Gaby Allen         | Agentes Dobles                                     | Ninguna            | $0            |
| Georgia Harrison   | La Guerra de los Mundos, La Guerra de los Mundos 2 | Ninguna            | $0            |
| Theo Campbell      | La Guerra de los Mundos, La Guerra de los Mundos 2 | Ninguna            | $200,000      |

- The Challenge Reino Unido

| Miembro del elenco | Temporadas               | Temporadas ganadas | Dinero ganado |
| ------------------ | ------------------------ | ------------------ | ------------- |
| Marcel Somerville  | Temporada 1, Reino Unido | Ninguna            | $0            |

Negrita: El participante estuvo en la final de esa temporada.

## Temporada 4 (2018)
Se confirmó una cuarta temporada durante el episodio final de la anterior el 24 de julio de 2017, finalmente comenzó el 4 de junio de 2018 y concluyó el 30 de julio de 2018. El 27 de mayo de 2018, se anunció que habría un nuevo spin-off, Love Island: The Morning After (en español:Love Island: La Mañana Miguiente) presentado por Kem Cetinay y Arielle Free, en donde por medio de un podcast hablan sobre lo que sicede en el programa, a su vez Love Island: The Weekly Hot List (en español: Love Island: La Lista Semanal Caliente) seguía en transmisión. Durante el décimo sexto episodio el 21 de junio de 2018, se presentó un homenaje a la concursante de la segunda temporada, Sophie Gradon , quien murió tras suicidarse el 20 de junio de ese año.

### Isleños
Angela Jain, directora general de ITV Studios Entertainment, quería que la serie presentara "algunos miembros del elenco sorprendentes", que el público no esperaría ver. Ella explicó que quería "suficiente elenco que se sienta como si fueran absolutamente de corazón y alma, y un cierto porcentaje de personas que se sientan genuinamente nuevas en la tele".  Los primeros Isleños se anunciaron el 28 de mayo de 2018, solo una semana antes del lanzamiento. Esta temporada fue ganada por Dani Dyer y Jack Fincham. 
| Nombre              | Edad | Ciudad        | Día de Ingreso | Resultados             |
| ------------------- | ---- | ------------- | -------------- | ---------------------- |
| Dani Dyer           | 21   | Londres       | Día 1          | Ganador (Día 59)       |
| Jack Fincham        | 26   | Kent          | Día 1          | Ganador (Día 59)       |
| Laura Anderson      | 29   | Stirling      | Día 1          | Segundo Lugar (Día 59) |
| Paul Knops          | 31   | Bournemouth   | Día 43         | Segundo Lugar (Día 59) |
| Josh Denzel         | 27   | Londres       | Día 8          | Tercer Lugar (Día 59)  |
| Kazimir Crossley    | 23   | Londres       | Día 26         | Tercer Lugar (Día 59)  |
| Megan Barton Hanson | 24   | Essex         | Día 8          | Cuarto Lugar (Día 59)  |
| Wes Nelson          | 20   | Staffordshire | Día 1          | Cuarto Lugar (Día 59)  |
| Alex George         | 27   | Carmarthen    | Día 1          | Eliminado (Día 57)     |
| Alexandra Cane      | 27   | Hertfordshire | Día 39         | Eliminada (Día 57)     |
| Jack Fowler         | 22   | Londres       | Día 26         | Eliminado (Día 53)     |
| Laura Crane         | 23   | Devon         | Día 43         | Eliminada (Día 53)     |
| Josh Mair           | 21   | Birmingham    | Día 43         | Eliminado (Día 50)     |
| Stephanie Lam       | 23   | Hertfordshire | Día 43         | Eliminada (Día 50)     |
| Georgia Steel       | 20   | York          | Día 4          | Eliminado (Día 47)     |
| Sam Bird            | 25   | Norwich       | Día 19         | Eliminado (Día 47)     |
| Charlie Brake       | 23   | Chelsea       | Día 26         | Eliminado (Día 43)     |
| Ellie Brown         | 20   | Newcastle     | Día 15         | Eliminada (Día 43)     |
| Idris Virgo         | 25   | Birmingham    | Día 37         | Eliminado (Día 40)     |
| Kieran Nicholls     | 26   | Londres       | Día 37         | Eliminado (Día 40)     |
| Samira Mighty       | 22   | Londres       | Día 1          | Abandona (Día 40)14    |
| Frankie Foster      | 22   | Cheltenham    | Día 26         | Eliminado (Día 37)     |
| Grace Wardle        | 25   | Londres       | Día 26         | Eliminada (Día 37)     |
| Darylle Sargeant    | 24   | Hertfordshire | Día 26         | Eliminada (Día 33)     |
| Ellie Jones         | 22   | Kent          | Día 26         | Eliminada (Día 33)     |
| Adam Collard        | 22   | Newcastle     | Día 1          | Eliminado (Día 33)     |
| Alex Miller         | 28   | Essex         | Día 26         | Eliminado (Día 33)     |
| Charlie Williams    | 24   | Bath          | Día 26         | Eliminada (Día 30)     |
| Dean Overson        | 25   | Burnley       | Día 26         | Eliminado (Día 30)     |
| Jordan Adefeyisan   | 23   | Mánchester    | Día 26         | Eliminado (Día 30)     |
| Savanna Darnell     | 22   | Sheffield     | Día 26         | Eliminada (Día 30)     |
| Zara McDermott      | 21   | Essex         | Día 15         | Eliminada (Día 25)     |
| Eyal Booker         | 22   | Londres       | Día 1          | Eliminado (Día 25)     |
| Rosie Williams      | 26   | Gale del Sur  | Día 4          | Eliminada (Día 20)     |
| Charlie Frederick   | 23   | Plymouth      | Día 8          | Eliminado (Día 13)     |
| Hayley Hughes       | 21   | Liverpool     | Día 1          | Eliminada (Día 13)     |
| Niall Aslam         | 23   | Coventry      | Día 1          | Abandona (Día 9)13     |
| Kendall Rae-Knight  | 26   | Blackpool     | Día 1          | Eliminada (Día 6)      |

### Emparejamiento
Las parejas fueron elegidas poco después de que los concursantes ingresaran a la isla. Después de que todas las chicas entraron, se les pidió a los chicos que eligieran una chica con la que formar pareja. Alex G se emparejó con Samira, Eyal con Hayley, Jack Fi y Dani se emparejaron, Niall y Kendall se emparejaron, y Wes se emparejó con Laura A. Adam luego entró en la isla y le dijeron que robaría a una de las chicas lo siguiente día.
|           | Día 115              | Día 6                | Día 10               | Día 20               | Día 301617           | Día 40               | Día 4718           | Final                  |
| --------- | -------------------- | -------------------- | -------------------- | -------------------- | -------------------- | -------------------- | ------------------ | ---------------------- |
| Dani      | Jack Fi              | Jack Fi              | Jack Fi              | Jack Fi              | Jack Fi              | Jack Fi              | Jack Fi            | Ganadora (Día 59)      |
| Jack Fi   | Dani                 | Dani                 | Dani                 | Dani                 | Dani                 | Dani                 | Dani               | Ganador (Día 59)       |
| Laura A   | Wes                  | Wes                  | Wes                  | Wes                  | Jack Fo              | Jack Fo              | Paul               | Segundo Lugar (Día 59) |
| Paul      | No estaba en la Isla | No estaba en la Isla | No estaba en la Isla | No estaba en la Isla | No estaba en la Isla | No estaba en la Isla | Laura A            | Segundo Lugar (Día 59) |
| Josh D    | No estaba en la Isla | No estaba en la Isla | Georgia              | Georgia              | Kaz                  | Kaz                  | Kaz                | Tercer Lugar (Día 59)  |
| Kaz       | No estaba en la Isla | No estaba en la Isla | No estaba en la Isla | No estaba en la Isla | Josh D               | Josh D               | Josh D             | Tercer Lugar (Día 59)  |
| Megan     | Not in Villa         | Not in Villa         | Eyal                 | Eyal                 | Alex M               | Wes                  | Wes                | Cuarto Lugar (Día 59)  |
| Wes       | Laura A              | Laura A              | Laura A              | Laura A              | N/A                  | Megan                | Megan              | Cuarto Lugar (Día 59)  |
| Alex G    | Samira               | Samira               | Samira               | Ellie B              | Grace                | Alexandra            | Alexandra          | Eliminado (Día 57)     |
| Alexandra | No estaba en la Isla | No estaba en la Isla | No estaba en la Isla | No estaba en la Isla | No estaba en la Isla | Alex G               | Alex G             | Eliminada (Día 57)     |
| Jack Fo   | No estaba en la Isla | No estaba en la Isla | No estaba en la Isla | No estaba en la Isla | Laura A              | Laura A              | Laura C            | Eliminado (Día 53)     |
| Laura C   | No estaba en la Isla | No estaba en la Isla | No estaba en la Isla | No estaba en la Isla | No estaba en la Isla | No estaba en la Isla | Jack Fo            | Eliminada (Día 53)     |
| Josh M    | No estaba en la Isla | No estaba en la Isla | No estaba en la Isla | No estaba en la Isla | No estaba en la Isla | No estaba en la Isla | Stephanie          | Eliminado (Día 50)     |
| Stephanie | No estaba en la Isla | No estaba en la Isla | No estaba en la Isla | No estaba en la Isla | No estaba en la Isla | No estaba en la Isla | Josh M             | Eliminada (Día 50)     |
| Georgia   | No estaba en la Isla | Niall                | Josh D               | Josh D               | N/A                  | Sam                  | Eliminada (Día 47) | Eliminada (Día 47)     |
| Sam       | No estaba en la Isla | No estaba en la Isla | No estaba en la Isla | Samira               | Ellie J              | Georgia              | Eliminado (Día 47) | Eliminado (Día 47)     |
| Charlie B | No estaba en la Isla | No estaba en la Isla | No estaba en la Isla | No estaba en la Isla | Ellie B              | Ellie B              | Eliminado (Día 43) | Eliminado (Día 43)     |
| Ellie B   | No estaba en la Isla | No estaba en la Isla | No estaba en la Isla | Alex G               | Charlie B            | Charlie B            | Eliminada (Día 43) | Eliminada (Día 43)     |
| Idris     | No estaba en la Isla | No estaba en la Isla | No estaba en la Isla | No estaba en la Isla | No estaba en la Isla | Eliminado (Day 40)   | Eliminado (Day 40) | Eliminado (Day 40)     |
| Kieran    | No estaba en la Isla | No estaba en la Isla | No estaba en la Isla | No estaba en la Isla | No estaba en la Isla | Eliminado (Día 40)   | Eliminado (Día 40) | Eliminado (Día 40)     |
| Samira    | Alex G               | Alex G               | Alex G               | Sam                  | Frankie              | Abandona (Día 40)    | Abandona (Día 40)  | Abandona (Día 40)      |
| Frankie   | No estaba en la Isla | No estaba en la Isla | No estaba en la Isla | No estaba en la Isla | Samira               | Eliminado (Día 37)   | Eliminado (Día 37) | Eliminado (Día 37)     |
| Grace     | No estaba en la Isla | No estaba en la Isla | No estaba en la Isla | No estaba en la Isla | Alex G               | Eliminada (Día 37)   | Eliminada (Día 37) | Eliminada (Día 37)     |
| Darylle   | No estaba en la Isla | No estaba en la Isla | No estaba en la Isla | No estaba en la Isla | Adam                 | Eliminada (Día 33)   | Eliminada (Día 33) | Eliminada (Día 33)     |
| Ellie J   | No estaba en la Isla | No estaba en la Isla | No estaba en la Isla | No estaba en la Isla | Sam                  | Eliminada (Día 33)   | Eliminada (Día 33) | Eliminada (Día 33)     |
| Adam      | N/A                  | Rosie                | Rosie                | Zara                 | Darylle              | Eliminado (Día 33)   | Eliminado (Día 33) | Eliminado (Día 33)     |
| Alex M    | No estaba en la Isla | No estaba en la Isla | No estaba en la Isla | No estaba en la Isla | Megan                | Eliminado (Día 33)   | Eliminado (Día 33) | Eliminado (Día 33)     |
| Charlie W | No estaba en la Isla | No estaba en la Isla | No estaba en la Isla | No estaba en la Isla | Eliminada (Día 30)   | Eliminada (Día 30)   | Eliminada (Día 30) | Eliminada (Día 30)     |
| Dean      | No estaba en la Isla | No estaba en la Isla | No estaba en la Isla | No estaba en la Isla | Eliminado (Día 30)   | Eliminado (Día 30)   | Eliminado (Día 30) | Eliminado (Día 30)     |
| Jordan    | No estaba en la Isla | No estaba en la Isla | No estaba en la Isla | No estaba en la Isla | Eliminado (Día 30)   | Eliminado (Día 30)   | Eliminado (Día 30) | Eliminado (Día 30)     |
| Savanna   | No estaba en la Isla | No estaba en la Isla | No estaba en la Isla | No estaba en la Isla | Eliminada (Día 30)   | Eliminada (Día 30)   | Eliminada (Día 30) | Eliminada (Día 30)     |
| Zara      | No estaba en la Isla | No estaba en la Isla | No estaba en la Isla | Adam                 | Eliminada (Día 25)   | Eliminada (Día 25)   | Eliminada (Día 25) | Eliminada (Día 25)     |
| Eyal      | Hayley               | Hayley               | Megan                | Megan                | Eliminado (Día 25)   | Eliminado (Día 25)   | Eliminado (Día 25) | Eliminado (Día 25)     |
| Rosie     | No estaba en la Isla | Adam                 | Adam                 | Eliminada (Día 20)   | Eliminada (Día 20)   | Eliminada (Día 20)   | Eliminada (Día 20) | Eliminada (Día 20)     |
| Charlie F | No estaba en la Isla | No estaba en la Isla | Hayley               | Eliminado (Día 13)   | Eliminado (Día 13)   | Eliminado (Día 13)   | Eliminado (Día 13) | Eliminado (Día 13)     |
| Hayley    | Eyal                 | Eyal                 | Charlie F            | Eliminada (Día 13)   | Eliminada (Día 13)   | Eliminada (Día 13)   | Eliminada (Día 13) | Eliminada (Día 13)     |
| Niall     | Kendall              | Georgia              | Abandona (Día 9)     | Abandona (Día 9)     | Abandona (Día 9)     | Abandona (Día 9)     | Abandona (Día 9)   | Abandona (Día 9)       |
| Kendall   | Niall                | Eliminada (Día 6)    | Eliminada (Día 6)    | Eliminada (Día 6)    | Eliminada (Día 6)    | Eliminada (Día 6)    | Eliminada (Día 6)  | Eliminada (Día 6)      |

#### Después de Filmar
Así como participaron en Love Island, algunos miembros del reparto participaron en otros reality shows:
- Dancing on Ice Reino Unido
  - Wes Nelson – Temporada 11 (2019) – 2° Lugar

- Celebs on the Farm
  - Eyal Booker – Celebs on the Ranch (2019) – 4° Eliminada
  - Georgia Steel – Celebs on the Ranch (2019) – 3° Eliminada
  - Hayley Hughes – Temporada 3 (2019) – 6° Eliminada
- The Factor X: Celebrity
  - Wes Nelson, Samira Mighty, Eyal Booker y Zara McDermott (Love Islanders /Sin amor perdido) – Temporada 1 (2019) – 6° Eliminados
- True Love or True Lies?: Amantes o Farsante
  - Dani Dyer – Temporada 2 (2019) – Anfitriona

- Ex on the Beach Estados Unidos
  - Georgia Steel – Temporada 4 (2019–20)
  - Nial Aslam – Temporada 4 (2019–20)
  - Sam Bird – Temporada 4 (2019–20)

- Ex on the Beach Reino Unido
  - Ellie Brown – Temporada 11 (2020)
  - Charlie Brake – Temporada 11 & Temporada 12 (2020–21)
  - Megan Barton-Hanson – Temporada 12 (2020–21)

- The Challenge

| Miembro del elenco | Temporadas                | Temporadas ganadas | Dinero ganado |
| ------------------ | ------------------------- | ------------------ | ------------- |
| Idris Virgo        | La Guerra de los Mundos 2 | Ninguna            | $0            |
| Sam Bird           | Todo o Nada               | Ninguna            | $0            |

- The Challenge Reino Unido

| Miembro del elenco     | Temporadas           | Temporadas ganadas   | Dinero ganado |
| ---------------------- | -------------------- | -------------------- | ------------- |
| Kazimir "Kaz" Crossley | Temp. 1, Reino Unido | Temp. 1, Reino Unido | $50,000       |

Negrita: El participante estuvo en la final de esa temporada.

## Temporada 5 (2019)
La quinta temporada comenzó a transmitirse el 3 de junio de 2019 y concluyó el 29 de julio de 2019.
Esta fue la primera temporada que no incluyó Love Island: The Weekly Hot List (en español: Love Island: La Lista Semanal Caliente), que se emitía entonces los sábados con lo más destacado de esa semana. En cambio, fue reemplazado por "Love Island: Unseen Bits (en español: Love Island: Bits Invisibles)".
El 22 de mayo de 2019, ITV emitió un comunicado tras los suicidios de los ex concursantes Sophie Gradon y Mike Thalassitis. Destaca la atención brindada antes, durante y después de filmar el programa a cada uno de los concursantes. El programa anunció que ofrecerán asesoramiento a todos los concursantes con la esperanza de prevenir más incidentes relacionados con el bienestar mental.

### Isleños
Los participantes de la quinta temporada se anunciaron el 27 de mayo de 2019, solo una semana antes del lanzamiento. Amber Gill y Greg O'Shea fueron los ganadores.
| Nombre            | Edad | Ciudad           | Día de Ingreso | Resultado              |
| ----------------- | ---- | ---------------- | -------------- | ---------------------- |
| Amber Gill        | 21   | Newcastle        | Día 1          | Ganadora (Día 58)      |
| Greg O'Shea       | 24   | Limerick         | Día 44         | Ganador (Día 58)       |
| Molly-Mae Hague   | 20   | Hitchin          | Día 4          | Segundo Lugar (Día 58) |
| Tommy Fury        | 20   | Mánchester       | Día 1          | Segundo Lugar (Día 58) |
| India Reynolds    | 28   | Reading          | Día 44         | Tercer Lugar (Día 58)  |
| Ovie Soko         | 28   | Londres          | Día 26         | Tercer Lugar (Día 58)  |
| Curtis Pritchard  | 23   | Whitchurch       | Día 1          | Cuarto Lugar (Día 58)  |
| Maura Higgins     | 28   | Ballymahon       | Día 10         | Cuarto Lugar (Día 58)  |
| Anton Danyluk     | 24   | Airdrie, Escocia | Día 1          | Eliminado (Día 56)     |
| Belle Hassan      | 24   | Bromley          | Día 26         | Eliminado (Día 56)     |
| Anna Vakili       | 29   | Londres          | Día 1          | Eliminada (Día 52)     |
| Jordan Hames      | 24   | Mánchester       | Día 14         | Eliminado (Día 52)     |
| Chris Taylor      | 28   | Leicester        | Día 37         | Eliminado (Día 52)     |
| Harley Brash      | 20   | Newcastle        | Día 44         | Eliminada (Día 52)     |
| Francesca Allen   | 23   | Loughton         | Día 37         | Eliminada (Día 49)     |
| Michael Griffiths | 27   | Liverpool        | Día 1          | Eliminado (Día 49)     |
| Joanna Chimonides | 22   | Londres          | Día 26         | Eliminada (Día 42)     |
| Marvin Brooks     | 29   | Poole            | Día 26         | Eliminado (Día 36)     |
| Amy Hart          | 26   | Worthing         | Día 1          | Abandona (Día 37)20    |
| George Rains      | 22   | Saffron Walden   | Día 26         | Eliminado (Día 36)     |
| Lucie Donlan      | 21   | Newquay          | Día 1          | Eliminada (Día 36)     |
| Danny Williams    | 21   | Hull             | Día 7          | Eliminado (Día 36)     |
| Jourdan Riane     | 24   | Essex            | Día 26         | Eliminada (Día 36)     |
| Dan Rose          | 21   | Nuneaton         | Día 26         | Eliminado (Día 30)     |
| Dennon Lewis      | 22   | Watford          | Día 26         | Eliminado (Día 30)     |
| Lavena Back       | 23   | Croydon          | Día 26         | Eliminada (Día 30)     |
| Maria Wild        | 22   | Cheltenham       | Día 26         | Eliminada (Día 30)     |
| Nabila Badda      | 29   | Londres          | Día 26         | Eliminada (Día 30)     |
| Stevie Bradley    | 21   | Isle of Man      | Día 26         | Eliminado (Día 30)     |
| Arabella Chi      | 28   | Londres          | Día 18         | Eliminada (Día 25)     |
| Tom Walker        | 29   | Leeds            | Día 14         | Eliminado (Día 25)     |
| Yewande Biala     | 23   | Enfield, Irlanda | Día 1          | Eliminada (Día 22)     |
| Joe Garratt       | 22   | Londres          | Día 1          | Eliminado (Día 16)     |
| Elma Pazar        | 26   | Essex            | Día 10         | Eliminada (Día 16)     |
| Sherif Lanre      | 20   | Londres          | Día 1          | Expulsado (Día 9)19    |
| Callum Macleod    | 28   | Bridgend         | Día 1          | Eliminado (Día 5)      |

### Emparejamiento
Las primeras parejas fueron elegidas poco después de que los concursantes ingresaran a la isla. Después de que todas las chicas entraron, se les pidió a los chicos que eligieran una chica con la que formar pareja. Anton se emparejó con Amy, Callum con Amber, Joe y Lucie se emparejaron, Michael y Yewande se emparejaron y Sherif se emparejó con Anna. Curtis y Tommy luego entraron en la isla y les dijeron que iban a robar una chica al día siguiente.
| Amber     | Callum               | Anton                | Michael              | Michael              | N/A                  | Ovie                 | Greg               | Ganadora (Día 58)      |                    |                    |                    |
| Greg      | No estaba en la Isla | No estaba en la Isla | No estaba en la Isla | No estaba en la Isla | No estaba en la Isla | No estaba en la Isla | Amber              | Ganador (Día 58)       |                    |                    |                    |
| Molly-Mae | No estaba en la Isla | Tommy                | Tommy                | Tommy                | Tommy                | Tommy                | Tommy              | Segundo Lugar (Día 58) |                    |                    |                    |
| Tommy     | N/A                  | Molly-Mae            | Molly-Mae            | Molly-Mae            | Molly-Mae            | Molly-Mae            | Molly-Mae          | Segundo Lugar (Día 58) |                    |                    |                    |
| India     | No estaba en la Isla | No estaba en la Isla | No estaba en la Isla | No estaba en la Isla | No estaba en la Isla | No estaba en la Isla | Ovie               | Tercer Lugar (Día 58)  |                    |                    |                    |
| Ovie      | No estaba en la Isla | No estaba en la Isla | No estaba en la Isla | No estaba en la Isla | Anna                 | Amber                | India              | Tercer Lugar (Día 58)  |                    |                    |                    |
| Curtis    | N/A                  | Amy                  | Amy                  | Amy                  | Amy                  | Francesca            | Maura              | Cuarto Lugar (Día 58)  |                    |                    |                    |
| Maura     | No estaba en la Isla | No estaba en la Isla |                      | Tom                  | Marvin               | Chris                | Curtis             | Cuarto Lugar (Día 58)  |                    |                    |                    |
| Anton     | Amy                  | Amber                | Elma                 | Lucie                | Belle                | Belle                | Belle              | Eliminado (Día 56)     |                    |                    |                    |
| Belle     | No estaba en la Isla | No estaba en la Isla | No estaba en la Isla | No estaba en la Isla | Anton                | Anton                | Anton              | Eliminada (Día 56)     |                    |                    |                    |
| Anna      | Sherif               | Sherif               | N/A                  | Jordan               | Ovie                 | Jordan               | Jordan             | Eliminada (Día 52)     |                    |                    |                    |
| Jordan    | No estaba en la Isla | No estaba en la Isla | No estaba en la Isla | Anna                 | N/A                  | Anna                 | Anna               | Eliminado (Día 52)     |                    |                    |                    |
| Chris     | No estaba en la Isla | No estaba en la Isla | No estaba en la Isla | No estaba en la Isla | No estaba en la Isla | Maura                | Harley             | Eliminado (Día 52)     |                    |                    |                    |
| Harley    | No estaba en la Isla | No estaba en la Isla | No estaba en la Isla | No estaba en la Isla | No estaba en la Isla | No estaba en la Isla | Chris              | Eliminado (Día 52)     |                    |                    |                    |
| Francesca | No estaba en la Isla | No estaba en la Isla | No estaba en la Isla | No estaba en la Isla | No estaba en la Isla | Curtis               | Michael            | Eliminada (Día 49)     |                    |                    |                    |
| Michael   | Yewande              | Yewande              | Amber                | Amber                | Joanna               | Joanna               | Francesca          | Eliminado (Día 49)     |                    |                    |                    |
| Joanna    | No estaba en la Isla | No estaba en la Isla | No estaba en la Isla | No estaba en la Isla | Michael              | Michael              | Eliminada (Día 42) | Eliminada (Día 42)     |                    |                    |                    |
| Marvin    | No estaba en la Isla | No estaba en la Isla | No estaba en la Isla | No estaba en la Isla | Maura                | Eliminado (Día 39)   | Eliminado (Día 39) | Eliminado (Día 39)     | Eliminado (Día 39) | Eliminado (Día 39) | Eliminado (Día 39) |
| Amy       | Anton                | Curtis               | Curtis               | Curtis               | Curtis               | Abandona (Día 37)    | Abandona (Día 37)  | Abandona (Día 37)      | Abandona (Día 37)  | Abandona (Día 37)  |                    |
| George    | No estaba en la Isla | No estaba en la Isla | No estaba en la Isla | No estaba en la Isla | Lucie                | Eliminado (Día 36)   | Eliminado (Día 36) | Eliminado (Día 36)     | Eliminado (Día 36) | Eliminado (Día 36) |                    |
| Lucie     | Joe                  | Joe                  | Joe                  | Anton                | George               | Elimiada (Día 36)    | Elimiada (Día 36)  | Elimiada (Día 36)      | Elimiada (Día 36)  | Elimiada (Día 36)  |                    |
| Danny     | No estaba en la Isla | No estaba en la Isla | Yewande              | Arabella             | Jourdan              | Eliminado (Día 36)   | Eliminado (Día 36) | Eliminado (Día 36)     | Eliminado (Día 36) | Eliminado (Día 36) |                    |
| Jourdan   | No estaba en la Isla | No estaba en la Isla | No estaba en la Isla | No estaba en la Isla | Danny                | Eliminada (Día 36)   | Eliminada (Día 36) | Eliminada (Día 36)     | Eliminada (Día 36) | Eliminada (Día 36) |                    |
| Dan       | No estaba en la Isla | No estaba en la Isla | No estaba en la Isla | No estaba en la Isla | Eliminado (Día 30)   | Eliminado (Día 30)   | Eliminado (Día 30) | Eliminado (Día 30)     | Eliminado (Día 30) | Eliminado (Día 30) |                    |
| Dennon    | No estaba en la Isla | No estaba en la Isla | No estaba en la Isla | No estaba en la Isla | Eliminado (Día 30)   | Eliminado (Día 30)   | Eliminado (Día 30) | Eliminado (Día 30)     | Eliminado (Día 30) | Eliminado (Día 30) |                    |
| Lavena    | No estaba en la Isla | No estaba en la Isla | No estaba en la Isla | No estaba en la Isla | Eliminada (Día 30)   | Eliminada (Día 30)   | Eliminada (Día 30) | Eliminada (Día 30)     | Eliminada (Día 30) | Eliminada (Día 30) |                    |
| Maria     | No estaba en la Isla | No estaba en la Isla | No estaba en la Isla | No estaba en la Isla | Eliminada (Día 30)   | Eliminada (Día 30)   | Eliminada (Día 30) | Eliminada (Día 30)     | Eliminada (Día 30) | Eliminada (Día 30) |                    |
| Nabila    | No estaba en la Isla | No estaba en la Isla | No estaba en la Isla | No estaba en la Isla | Eliminada (Día 30)   | Eliminada (Día 30)   | Eliminada (Día 30) | Eliminada (Día 30)     | Eliminada (Día 30) | Eliminada (Día 30) |                    |
| Stevie    | No estaba en la Isla | No estaba en la Isla | No estaba en la Isla | No estaba en la Isla | Eliminado (Día 30)   | Eliminado (Día 30)   | Eliminado (Día 30) | Eliminado (Día 30)     | Eliminado (Día 30) | Eliminado (Día 30) |                    |
| Arabella  | No estaba en la Isla | No estaba en la Isla | No estaba en la Isla | Danny                | Eliminada (Día 25)   | Eliminada (Día 25)   | Eliminada (Día 25) | Eliminada (Día 25)     | Eliminada (Día 25) | Eliminada (Día 25) |                    |
| Tom       | No estaba en la Isla | No estaba en la Isla | No estaba en la Isla | Maura                | Eliminado (Día 25)   | Eliminado (Día 25)   | Eliminado (Día 25) | Eliminado (Día 25)     | Eliminado (Día 25) | Eliminado (Día 25) |                    |
| Yewande   | Michael              | Michael              | Danny                | Eliminada (Día 22)   | Eliminada (Día 22)   | Eliminada (Día 22)   | Eliminada (Día 22) | Eliminada (Día 22)     | Eliminada (Día 22) | Eliminada (Día 22) |                    |
| Elma      | No estaba en la Isla | No estaba en la Isla | Anton                | Eliminada (Día 16)   | Eliminada (Día 16)   | Eliminada (Día 16)   | Eliminada (Día 16) | Eliminada (Día 16)     | Eliminada (Día 16) | Eliminada (Día 16) |                    |
| Joe       | Lucie                | Lucie                | Lucie                | Eliminado (Día 16)   | Eliminado (Día 16)   | Eliminado (Día 16)   | Eliminado (Día 16) | Eliminado (Día 16)     | Eliminado (Día 16) | Eliminado (Día 16) |                    |
| Sherif    | Anna                 | Anna                 | Expulsado (Día 9)    | Expulsado (Día 9)    | Expulsado (Día 9)    | Expulsado (Día 9)    | Expulsado (Día 9)  | Expulsado (Día 9)      | Expulsado (Día 9)  | Expulsado (Día 9)  |                    |
| Callum    | Amber                | Eliminado (Día 5)    | Eliminado (Día 5)    | Eliminado (Día 5)    | Eliminado (Día 5)    | Eliminado (Día 5)    | Eliminado (Día 5)  | Eliminado (Día 5)      |                    |                    |                    |

#### Después de Filmar
Así como participaron en Love Island, algunos miembros del reparto participaron en otros reality shows:
- Dancing on Ice Reino Unido
  - Maura Higgins – Temporada 12 (2019) – 6° Eliminada
- Dancing with the Stars (Irlanda)
  - Yewande Biala – Temporada 4 (2020) – 1° Eliminada

- Ex on the Beach Reino Unido
  - Michael Griffiths – Temporada 11 & Temporada 12 (2020–21)
  - Amy Hart  – Temporada 12 (2020–21)
- Dancing on Ice Reino Unido
  - Maura Higgins – Temporada 12 (2020) – 6° Eliminado

- The Challenge Reino Unido

| Miembro del elenco | Temporadas           | Temporadas ganadas | Dinero ganado |
| ------------------ | -------------------- | ------------------ | ------------- |
| Arabella Chi       | Temp. 1, Reino Unido | Ninguna            | $0            |
| Curtis Pritchard   | Temp. 1, Reino Unido | Ninguna            | $0            |

Negrita: El participante estuvo en la final de esa temporada.

## Temporada 6 (2020)
La sexta temporada comenzó a transmitirse el 12 de enero de 2020. El 15 de febrero de 2020, tras la muerte de la ex presentadora Caroline Flack, el episodio de Love Islan: Unseen Bits (en español: Love Island: Bits Invisibles) que debía ser emitido ese día no se transmitió. El episodio regular tampoco se emitió al día siguiente. El programa continuo con su programación el 17 de febrero con un homenaje a Flack. El mismo día, ITV2 confirmó que la serie complementaria Love Island: After Sun (en español: Love Island Después del Sol), no se emitiría. 
La sexta temporada debía tener 37 episodios, pero uno que estaba planeado para transmitirse el 16 de febrero de 2020 no se transmitió luego de la muerte de la ex presentadora, Caroline Flack , un día antes.

### Isleños
Los isleños se anunciaron el 6 de enero de 2020, solo seis días antes del estreno.  Estos incluyen a Eve y Jess Gale, que son el segundo par de gemelos en competir en el programa después de John y Tony Alberti en la segunda primera temporada. Esta temporada fue ganada por Finn Tapp y Paige Turley.
| Nombre            | Edad | Ciudad          | Día de Ingreso | Resultados             |
| ----------------- | ---- | --------------- | -------------- | ---------------------- |
| Finn Tapp         | 20   | Milton Keynes   | Día 5          | Ganador (Día 44)       |
| Paige Turley      | 22   | Fauldhouse      | Día 1          | Ganadora (Día 44)      |
| Luke Trotman      | 22   | Luton           | Día 12         | Segundo Lugar (Día 44) |
| Siânnise Fudge    | 25   | Bristol         | Día 1          | Segundo Lugar (Día 44) |
| Demi Jones        | 21   | Portsmouth      | Día 16         | Tercer Lugar (Día 44)  |
| Luke Mabbott      | 24   | Redcar          | Día 12         | Tercer Lugar (Día 44)  |
| Ched Uzor         | 23   | Bury St Edmunds | Día 23         | Cuarto Lugar (Día 44)  |
| Jess Gale         | 20   | Cambridge       | Día 1          | Cuarto Lugar (Día 44)  |
| Mike Boateng      | 24   | Londres         | Día 1          | Eliminado (Día 41)     |
| Priscilla Anyabu  | 25   | Battersea       | Día 23         | Eliminada (Día 41)     |
| Callum Jones      | 23   | Mánchester      | Día 1          | Eliminado (Día 38)     |
| Molly Smith       | 25   | Mánchester      | Día 23         | Eliminada (Día 38)     |
| Jamie Clayton     | 28   | Edinburgh       | Día 31         | Eliminado (Día 38)     |
| Natalia Zoppa     | 20   | Mánchester      | Día 23         | Eliminada (Día 38)     |
| Shaughna Phillips | 25   | Londres         | Día 1          | Eliminada (Día 33)     |
| Eva Zapico        | 21   | Bromley         | Día 23         | Eliminada (Día 30)     |
| Nas Majeed        | 23   | Londres         | Día 1          | Eliminado (Día 30)     |
| Jordan Waobikeze  | 24   | Londres         | Día 23         | Eliminado (Día 30)     |
| Rebecca Gormley   | 21   | Newcastle       | Día 9          | Eliminada(Día 30)      |
| Alexi Eraclides   | 23   | Essex           | Día 23         | Eliminado (Día 26)     |
| Biggs Chris       | 27   | Glasgow         | Día 23         | Eliminado (Día 26)     |
| George Day        | 27   | Southampton     | Día 23         | Eliminado (Día 26)     |
| Jade Affleck      | 25   | Yarm            | Día 23         | Eliminada (Día 26)     |
| Jamie McCann      | 25   | Stevenston      | Día 23         | Eliminada (Día 26)     |
| Josh Kempton      | 21   | Camberley       | Día 23         | Eliminado (Día 26)     |
| Sophie Piper      | 21   | Essex           | Día 1          | Eliminado (Día 22)     |
| Wallace Wilson    | 24   | Inverness       | Día 16         | Eliminado (Día 22)     |
| Leanne Amaning    | 22   | Londres         | Día 1          | Eliminada (Día 18)     |
| Connor Durman     | 25   | Brighton        | Día 1          | Eliminado (Día 15)     |
| Connagh Howard    | 27   | Cardiff         | Día 5          | Eliminado (Día 13)     |
| Eve Gale          | 20   | Cambridge       | Día 1          | Eliminada (Día 6)      |
| Ollie Williams    | 23   | Lanhydrock      | Día 1          | Abandona (Día 4)23     |

### Emparejamiento
Las parejas fueron elegidas poco después de que los isleños ingresaran a la villa.
|           | Día 124              | Día 6                | Día 13               | Día 18               | Día 2625             | Día 33             | Final                  |                    |
| --------- | -------------------- | -------------------- | -------------------- | -------------------- | -------------------- | ------------------ | ---------------------- | ------------------ |
| Finn      | No estaba en la Isla | Paige                | Paige                | Paige                | Paige                | Paige              | Ganador (Día 44)       |                    |
| Paige     | Ollie                | Finn                 | Finn                 | Finn                 | Finn                 | Finn               | Ganador (Día 44)       |                    |
| Luke T    | No estaba en la Isla | No estaba en la Isla | Rebecca              | Siânnise             | Siânnise             | Siânnise           | Segundo Lugar (Día 44) |                    |
| Siânnise  | Nas                  | Connor               | Nas                  | Luke T               | Luke T               | Luke T             | Segundo Lugar (Día 44) |                    |
| Demi      | No estaba en la Isla | No estaba en la Isla | No estaba en la Isla | Nas                  | N/A                  | Luke M             | Tercer Lugar (Día 44)  |                    |
| Luke M    | No estaba en la Isla | No estaba en la Isla | Jess                 | Jess                 | Natalia              | Demi               | Tercer Lugar (Día 44)  |                    |
| Ched      | No estaba en la Isla | No estaba en la Isla | No estaba en la Isla | No estaba en la Isla | Jess                 | Jess               | Cuarto Lugar (Día 44)  |                    |
| Jess      | N/A                  | Nas                  | Luke M               | Luke M               | Ched                 | Ched               | Cuarto Lugar (Día 44)  |                    |
| Mike      | Leanne               | Leanne               | Leanne               | Sophie               | Priscilla            | Priscilla          | Eliminado (Día 41)     |                    |
| Priscilla | No estaba en la Isla | No estaba en la Isla | No estaba en la Isla | No estaba en la Isla | Mike                 | Mike               | Eliminada (Día 41)     |                    |
| Callum    | Shaughna             | Shaughna             | Shaughna             | Shaughna             | Molly                | Molly              | Eliminado (Día 38)     |                    |
| Molly     | No estaba en la Isla | No estaba en la Isla | No estaba en la Isla | No estaba en la Isla | Callum               | Callum             | Eliminada (Día 38)     |                    |
| Jamie C   | No estaba en la Isla | No estaba en la Isla | No estaba en la Isla | No estaba en la Isla | No estaba en la Isla | Natalia            | Eliminado (Día 38)     |                    |
| Natalia   | No estaba en la Isla | No estaba en la Isla | No estaba en la Isla | No estaba en la Isla | Luke M               | Jamie C            | Eliminada (Día 38)     |                    |
| Shaughna  | Callum               | Callum               | Callum               | Callum               | N/A                  | Eliminada (Día 33) | Eliminada (Día 33)     |                    |
| Eva       | No estaba en la Isla | No estaba en la Isla | No estaba en la Isla | No estaba en la Isla | Nas                  | Eliminada (Día 30) | Eliminada (Día 30)     | Eliminada (Día 30) |
| Nas       | Siânnise             | Jess                 | Siânnise             | Demi                 | Eva                  | Eliminado (Día 30) | Eliminado (Día 30)     | Eliminado (Día 30) |
| Jordan    | No estaba en la Isla | No estaba en la Isla | No estaba en la Isla | No estaba en la Isla | Rebecca              | Eliminado (Día 30) | Eliminado (Día 30)     | Eliminado (Día 30) |
| Rebecca   | No estaba en la Isla | No estaba en la Isla | Luke T               | Wallace              | Jordan               | Eliminada (Día 30) | Eliminada (Día 30)     | Eliminada (Día 30) |
| Alexi     | No estaba en la Isla | No estaba en la Isla | No estaba en la Isla | No estaba en la Isla | Eliminado (Día 26)   | Eliminado (Día 26) | Eliminado (Día 26)     | Eliminado (Día 26) |
| Biggs     | No estaba en la Isla | No estaba en la Isla | No estaba en la Isla | No estaba en la Isla | Eliminado (Día 26)   | Eliminado (Día 26) | Eliminado (Día 26)     | Eliminado (Día 26) |
| George    | No estaba en la Isla | No estaba en la Isla | No estaba en la Isla | No estaba en la Isla | Eliminado (Día 26)   | Eliminado (Día 26) | Eliminado (Día 26)     | Eliminado (Día 26) |
| Jade      | No estaba en la Isla | No estaba en la Isla | No estaba en la Isla | No estaba en la Isla | Eliminada (Día 26)   | Eliminada (Día 26) | Eliminada (Día 26)     | Eliminada (Día 26) |
| Jamie M   | No estaba en la Isla | No estaba en la Isla | No estaba en la Isla | No estaba en la Isla | Eliminada (Día 26)   | Eliminada (Día 26) | Eliminada (Día 26)     | Eliminada (Día 26) |
| Josh      | No estaba en la Isla | No estaba en la Isla | No estaba en la Isla | No estaba en la Isla | Eliminado (Día 26)   | Eliminado (Día 26) | Eliminado (Día 26)     | Eliminado (Día 26) |
| Sophie    | Connor               | Connagh              | Connor               | Mike                 | Eliminada (Día 22)   | Eliminada (Día 22) | Eliminada (Día 22)     | Eliminada (Día 22) |
| Wallace   | No estaba en la Isla | No estaba en la Isla | No estaba en la Isla | Rebecca              | Eliminado (Día 22)   | Eliminado (Día 22) | Eliminado (Día 22)     | Eliminado (Día 22) |
| Leanne    | Mike                 | Mike                 | Mike                 | Eliminada (Día 18)   | Eliminada (Día 18)   | Eliminada (Día 18) | Eliminada (Día 18)     | Eliminada (Día 18) |
| Connor    | Sophie               | Siânnise             | Sophie               | Eliminado (Día 15)   | Eliminado (Día 15)   | Eliminado (Día 15) | Eliminado (Día 15)     | Eliminado (Día 15) |
| Connagh   | No estaba en la Isla | Sophie               | Eliminado (Día 13)   | Eliminado (Día 13)   | Eliminado (Día 13)   | Eliminado (Día 13) | Eliminado (Día 13)     | Eliminado (Día 13) |
| Eve       | N/A                  | Eliminada (Día 6)    | Eliminada (Día 6)    | Eliminada (Día 6)    | Eliminada (Día 6)    | Eliminada (Día 6)  | Eliminada (Día 6)      | Eliminada (Día 6)  |
| Ollie     | Paige                | Abandona (Día 4)     | Abandona (Día 4)     | Abandona (Día 4)     | Abandona (Día 4)     | Abandona (Día 4)   | Abandona (Día 4)       | Abandona (Día 4)   |

#### Después de Filmar
Así como participaron en Love Island, algunos miembros del reparto participaron en otros reality shows:
En 2020 Ched Uzor y Jess Gale fueron parte de la temporada especial de Ex on the Beach Reino Unido, Celebridades en la Ciudad.
- The Challenge

| Miembro del elenco | Temporadas                 | Temporadas ganadas | Dinero ganado |
| ------------------ | -------------------------- | ------------------ | ------------- |
| Priscilla Anyabu   | Espías, Mentiras y Aliados | –                  | $0            |

Negrita indica que el concursante llegó a la final esa temporada.

## Temporada 7 (2021)
La séptima temporada comenzó a transmitirse el 28 de junio de 2021. La temporada estaba originalmente planeada para emitirse en  2020, pero se pospuso debido a la pandemia de COVID-19.
En abril de 2021, durante el proceso de canting, se informó que se anunció a los concursantes LGBT a presentar su solicitud por primera vez, a través de la aplicación de citas Tinder, sin embargo, en junio, la comisionada de ITV, Amanda Stavri, declaró que la inclusión de concursantes LGBT presenta "dificultades logísticas".  El primer tráiler de 10 segundos se publicó el 29 de mayo de 2021 con la presentadora Laura Whitmore rompiendo una alarma de incendio en forma de corazón con un martillo, seguido del lema "Esto no es un simulacro".  Se lanzó un tráiler de larga duración el 5 de junio de 2021. El 16 de junio de 2021, ITV dio a conocer detalles de sus protocolos de deber de cuidado para la nueva temporada, con planes de bienestar detallados para apoyar a los participantes antes, durante y después del rodaje. 

### Isleños
Los participantes de la séptima temporada fueron anunciados el 21 de junio de 2021, solo una semana antes del estreno.
| Nombre                  | Edad | Ciudad            | Día de Ingreso | Resultados             |
| ----------------------- | ---- | ----------------- | -------------- | ---------------------- |
| Liam Reardon            | 21   | Merthyr Tydfil    | Día 4          | Ganador (Día 58)       |
| Millie Court            | 24   | Romford           | Día 9          | Ganadora (Día 58)      |
| Chloe Burrows           | 25   | Bicester          | Día 1          | Segundo Lugar (Día 58) |
| Toby Aromolaran         | 22   | Essex             | Día 1          | Segundo Lugar (Día 58) |
| Faye Winter             | 26   | Devon             | Día 1          | Tercer Lugar (Día 58)  |
| Teddy Soares            | 26   | Mánchester        | Día 12         | Tercer Lugar (Día 58)  |
| Kaz Kamwi               | 26   | Essex             | Día 1          | Cuarto Lugar (Día 58)  |
| Tyler Cruickshank       | 26   | Londres           | Día 23         | Cuarto Lugar (Día 58)  |
| Jake Cornish            | 24   | Weston-super-Mare | Día 1          | Abandona (Día 54)      |
| Liberty Poole           | 21   | Birmingham        | Día 1          | Abandona (Día 54)      |
| Aaron Simpson           | 24   | Canterbury        | Día 42         | Eliminado (Día 52)     |
| Mary Bedford            | 27   | Wakefield         | Día 29         | Eliminada (Día 45)     |
| Brett Staniland         | 27   | Draycott          | Día 44         | Eliminado (Día 50)     |
| Priya Gopaldas          | 23   | Londres           | Día 42         | Eliminada (Día 50)     |
| Matthew MacNabb         | 26   | Downpatrick       | Día 29         | Eliminado (Día 45)     |
| Abigail Rawling         | 27   | Bournemouth       | Día 23         | Eliminada (Día 42)     |
| Dale Mehmet             | 26   | Glasgow           | Día 29         | Eliminado (Día 42)     |
| Amy Day                 | 25   | West Molesey      | Día 29         | Eliminada (Día 38)     |
| Clarisse Juliette       | 23   | Londres           | Día 29         | Eliminada (Día 38)     |
| Hugo Hammond            | 24   | Hampshire         | Día 1          | Eliminado (Día 38)     |
| Sam Jackson             | 23   | Clitheroe         | Día 29         | Eliminado (Día 38)     |
| Harry Young             | 24   | Wishaw            | Día 29         | Eliminado (Día 32)     |
| Jack Barlow             | 26   | Pett              | Día 29         | Eliminado (Día 32)     |
| Kaila Troy              | 28   | Malahide          | Día 29         | Eliminada (Día 32)     |
| Lillie Haynes           | 22   | South Shields     | Día 29         | Eliminada (Día 32)     |
| Medhy Malanda           | 24   | Luton             | Día 24         | Eliminada (Día 32)     |
| Salma Naran             | 20   | Dublín            | Día 22         | Eliminada (Día 32)     |
| Aaron Francis           | 24   | Londres           | Día 1          | Eliminado (Día 28)     |
| Lucinda Strafford       | 21   | Brighton          | Día 9          | Eliminada (Día 28)     |
| Georgia Townend         | 28   | Essex             | Día 23         | Eliminada (Día 25)     |
| Andrea-Jane "AJ" Bunker | 28   | Hemel Hempstead   | Día 17         | Eliminada (Día 23)     |
| Danny Bibby             | 25   | Gran Mánchester   | Día 18         | Eliminado (Día 23)     |
| Sharon Gaffka           | 25   | Didcot            | Día 1          | Eliminado (Día 19)     |
| Brad McClelland         | 26   | Northumberland    | Día 1          | Eliminado (Día 16)     |
| Rachel Finni            | 29   | Cockfosters       | Día 5          | Eliminada (Día 14)     |
| Oliver "Chuggs" Wallis  | 23   | Weybridge         | Día 4          | Eliminado (Día 6)      |
| Shannon Singh           | 22   | Fife              | Día 1          | Eliminada (Día 2)      |

### Emparejamiento
Las parejas fueron elegidas poco después de que los isleños ingresaran a la isla.
|          | Día 126              | Día 527              | Día 14               | Día 19               | Día 25               | Día 3228             | Día 37               | Día 45             | Final                  |
| -------- | -------------------- | -------------------- | -------------------- | -------------------- | -------------------- | -------------------- | -------------------- | ------------------ | ---------------------- |
| Liam     | No estaba en la Isla | Faye                 | Millie               | Millie               | Millie               | Millie               | Millie               | Millie             | Ganador (Día 58)       |
| Millie   | No estaba en la Isla | No estaba en la Isla | Liam                 | Liam                 | Liam                 | Liam                 | Liam                 | Liam               | Ganador (Día 58)       |
| Chloe    | N/A                  | Hugo                 | Toby                 | Toby                 | Hugo                 | Dale                 | Toby                 | Toby               | Segundo Lugar (Día 58) |
| Toby     | Kaz                  | Kaz                  | Chloe                | Chloe                | Abigail              | Mary                 | Chloe                | Chloe              | Segundo Lugar (Día 58) |
| Faye     | Brad                 | Liam                 | Teddy                | Teddy                | Teddy                | Sam                  | Teddy                | Teddy              | Tercer Lugar (Día 58)  |
| Teddy    | No estaba en la Isla | No estaba en la Isla | Faye                 | Faye                 | N/A                  | Faye                 | Faye                 | Faye               | Tercer Lugar (Día 58)  |
| Kaz      | Toby                 | Toby                 | Aaron F              | Aaron F              | Tyler                | Mathew               | Mathew               | Tyler              | Cuarto Lugar (Día 58)  |
| Tyler    | No estaba en la Isla | No estaba en la Isla | No estaba en la Isla | No estaba en la Isla | Kaz                  | Clarisse             | Clarisse             | Kaz                | Cuarto Lugar (Día 58)  |
| Jake     | Liberty              | Liberty              | Liberty              | Liberty              | Liberty              | Liberty              | Liberty              | Liberty            | Abandona (Día 54)      |
| Liberty  | Jake                 | Jake                 | Jake                 | Jake                 | Jake                 | Jake                 | Jake                 | Jake               | Abandona (Día 54)      |
| Aaron S  | No estaba en la Isla | No estaba en la Isla | No estaba en la Isla | No estaba en la Isla | No estaba en la Isla | No estaba en la Isla | No estaba en la Isla | Mary               | Eliminado' (Día 52)    |
| Mary     | No estaba en la Isla | No estaba en la Isla | No estaba en la Isla | No estaba en la Isla | No estaba en la Isla | Toby                 | Sam                  | Aaron S            | Eliminada (Día 52)     |
| Brett    | No estaba en la Isla | No estaba en la Isla | No estaba en la Isla | No estaba en la Isla | No estaba en la Isla | No estaba en la Isla | No estaba en la Isla | Priya              | Eliminado (Día 50)\|   |
| Priya    | No estaba en la Isla | No estaba en la Isla | No estaba en la Isla | No estaba en la Isla | No estaba en la Isla | No estaba en la Isla | No estaba en la Isla | Brett              | Eliminada (Día 50)     |
| Mathew   | No estaba en la Isla | No estaba en la Isla | No estaba en la Isla | No estaba en la Isla | No estaba en la Isla | Kaz                  | Kaz                  | Eliminado (Día 45) | Eliminado (Día 45)     |
| Abigail  | No estaba en la Isla | No estaba en la Isla | No estaba en la Isla | No estaba en la Isla | Toby                 | N/A                  | Dale                 | Eliminada (Día 42) | Eliminada (Día 42)     |
| Dale     | No estaba en la Isla | No estaba en la Isla | No estaba en la Isla | No estaba en la Isla | No estaba en la Isla | Chloe                | Abigail              | Eliminado (Día 42) | Eliminado (Día 42)     |
| Amy      | No estaba en la Isla | No estaba en la Isla | No estaba en la Isla | No estaba en la Isla | No estaba en la Isla | Hugo                 | Hugo                 | Eliminada (Día 38) | Eliminada (Día 38)     |
| Clarisse | No estaba en la Isla | No estaba en la Isla | No estaba en la Isla | No estaba en la Isla | No estaba en la Isla | Tyler                | Tyler                | Eliminada (Día 38) | Eliminada (Día 38)     |
| Hugo     | Sharon               | Chloe                | Sharon               | AJ                   | Chloe                | Amy                  | Amy                  | Eliminado (Día 38) | Eliminado (Día 38)     |
| Sam      | No estaba en la Isla | No estaba en la Isla | No estaba en la Isla | No estaba en la Isla | No estaba en la Isla | Faye                 | Mary                 | Eliminado (Día 38) | Eliminado (Día 38)     |
| Harry    | No estaba en la Isla | No estaba en la Isla | No estaba en la Isla | No estaba en la Isla | No estaba en la Isla | Eliminado (Día 32)   | Eliminado (Día 32)   | Eliminado (Día 32) | Eliminado (Día 32)     |
| Jack     | No estaba en la Isla | No estaba en la Isla | No estaba en la Isla | No estaba en la Isla | No estaba en la Isla | Eliminado (Día 32)   | Eliminado (Día 32)   | Eliminado (Día 32) | Eliminado (Día 32)     |
| Kaila    | No estaba en la Isla | No estaba en la Isla | No estaba en la Isla | No estaba en la Isla | No estaba en la Isla | Eliminada (Día 32)   | Eliminada (Día 32)   | Eliminada (Día 32) | Eliminada (Día 32)     |
| Lillie   | No estaba en la Isla | No estaba en la Isla | No estaba en la Isla | No estaba en la Isla | No estaba en la Isla | Eliminado (Día 32)   | Eliminado (Día 32)   | Eliminado (Día 32) | Eliminado (Día 32)     |
| Medhy    | No estaba en la Isla | No estaba en la Isla | No estaba en la Isla | No estaba en la Isla | No estaba en la Isla | Eliminado (Día 32)   | Eliminado (Día 32)   | Eliminado (Día 32) | Eliminado (Día 32)     |
| Salma    | No estaba en la Isla | No estaba en la Isla | No estaba en la Isla | No estaba en la Isla | No estaba en la Isla | Eliminado (Día 32)   | Eliminado (Día 32)   | Eliminado (Día 32) | Eliminado (Día 32)     |
| Aaron F  | Shannon              | Sharon               | Kaz                  | Kaz                  | Lucinda              | Eliminado (Día 28)   | Eliminado (Día 28)   | Eliminado (Día 28) | Eliminado (Día 28)     |
| Lucinda  | No estaba en la Isla | No estaba en la Isla | Brad                 | Danny                | Lucinda              | Eliminada (Día 28)   | Eliminada (Día 28)   | Eliminada (Día 28) | Eliminada (Día 28)     |
| Georgia  | No estaba en la Isla | No estaba en la Isla | No estaba en la Isla | No estaba en la Isla | Eliminada (Día 25)   | Eliminada (Día 25)   | Eliminada (Día 25)   | Eliminada (Día 25) | Eliminada (Día 25)     |
| AJ       | No estaba en la Isla | No estaba en la Isla | No estaba en la Isla | Hugo                 | Eliminada (Día 23)   | Eliminada (Día 23)   | Eliminada (Día 23)   | Eliminada (Día 23) | Eliminada (Día 23)     |
| Danny    | No estaba en la Isla | No estaba en la Isla | No estaba en la Isla | Lucinda              | Eliminado (Día 23)   | Eliminado (Día 23)   | Eliminado (Día 23)   | Eliminado (Día 23) | Eliminado (Día 23)     |
| Sharon   | Hugo                 | Aaron                | Hugo                 | Eliminada (Día 19)   | Eliminada (Día 19)   | Eliminada (Día 19)   | Eliminada (Día 19)   | Eliminada (Día 19) | Eliminada (Día 19)     |
| Brad     | Faye                 | N/A                  | Lucinda              | Eliminado (Día 16)   | Eliminado (Día 16)   | Eliminado (Día 16)   | Eliminado (Día 16)   | Eliminado (Día 16) | Eliminado (Día 16)     |
| Rachel   | No estaba en la Isla | No estaba en la Isla | Eliminada (Día 14)   | Eliminada (Día 14)   | Eliminada (Día 14)   | Eliminada (Día 14)   | Eliminada (Día 14)   | Eliminada (Día 14) | Eliminada (Día 14)     |
| Chuggs   | No estaba en la Isla | N/A                  | Eliminado (Día 6)    | Eliminado (Día 6)    | Eliminado (Día 6)    | Eliminado (Día 6)    | Eliminado (Día 6)    | Eliminado (Día 6)  | Eliminado (Día 6)      |
| Shannon  | Aaron                | Eliminada (Día 2)    | Eliminada (Día 2)    | Eliminada (Día 2)    | Eliminada (Día 2)    | Eliminada (Día 2)    | Eliminada (Día 2)    | Eliminada (Día 2)  | Eliminada (Día 2)      |

#### Después de Filmar
Así como participaron en Love Island, algunos miembros del reparto participaron en otros reality shows:
- The Challenge Reino Unido

| Miembro del elenco | Temporadas           | Temporadas ganadas | Dinero ganado |
| ------------------ | -------------------- | ------------------ | ------------- |
| Kaz Kamwi          | Temp. 1, Reino Unido | Ninguna            | $0            |

Negrita indica que el concursante llegó a la final esa temporada.

## Temporada 8  (2022)
Los Islanders originales para la octava temporada fueron anunciados el 30 de mayo de 2022, una semana antes del lanzamiento de la serie. Por primera vez en la historia del programa, la serie contó con un concursante que regresaba, ya que Adam Collard había aparecido previamente en la cuarta temporada.
Por primera vez, Love Island incluyó a Isleña sorda. Tasha Ghouri es bailarina y modelo, y lleva un implante coclear.
| Isleña             | Edad | Ciudad natal  | Ingresado | Estado                 | Ref                  |
| ------------------ | ---- | ------------- | --------- | ---------------------- | -------------------- |
| Davide Sanclimenti | 27   | Mánchester    | Día 1     | Ganador (Día 58)       | [ 28 ] [ 29 ]        |
| Ekin-Su Cülcüloğlu | 27   | Londres       | Día 3     | Ganador (Día 58)       | [ 30 ] [ 31 ]        |
| Gemma Owen         | 19   | Chester       | Día 1     | Subcampeona (Día 58)   | [ 32 ] [ 33 ]        |
| Luca Bish          | 23   | Brighton      | Día 1     | Subcampeón (Día 58)    | [ 34 ] [ 35 ]        |
| Dami Hope          | 26   | Dublín        | Día 1     | Tercer puesto (Día 58) | [ 36 ] [ 37 ]        |
| Indiyah Polack     | 23   | Londres       | Día 1     | Tercer puesto (Día 58) | [ 38 ] [ 39 ]        |
| Andrew Le Page     | 27   | Guernsey      | Día 1     | Cuarto puesto (Día 58) | [ 40 ] [ 41 ]        |
| Tasha Ghouri       | 23   | Thirsk        | Día 1     | Cuarto puesto (Día 58) | [ 42 ] [ 43 ]        |
| Adam Collard       | 26   | Newcastle     | Día 36    | Abandonado (Día 56)    | [ 44 ] [ 45 ]        |
| Paige Thorne       | 24   | Swansea       | Día 1     | Abandonada (Día 56)    | [ 46 ] [ 47 ]        |
| Danica Taylor      | 21   | Leicester     | Día 12    | Abandonada (Día 51)    | [ 48 ] [ 49 ]        |
| Jamie Allen        | 27   | Preston       | Día 45    | Abandonada (Día 51)    | [ 50 ]               |
| Deji Adeniyi       | 25   | Bedford       | Día 26    | Abandonada (Día 49)    | [ 51 ] [ 52 ]        |
| Lacey Edwards      | 25   | Swindon       | Día 45    | Abandonada (Día 49)    | [ 53 ]               |
| Nathalia Campos    | 23   | Londres       | Día 45    | Abandonada (Día 49)    | [ 54 ]               |
| Reece Ford         | 23   | Coventry      | Día 45    | Abandonado (Día 49)    | [ 55 ]               |
| Billy Brown        | 23   | Surrey        | Día 26    | Abandonado (Día 44)    | [ 56 ] [ 52 ]        |
| Summer Botwe       | 22   | Hertfordshire | Día 27    | Abandonado (Día 44)    | [ 57 ] [ 52 ]        |
| Coco Lodge         | 27   | Surrey        | Día 27    | Abandonado (Día 39)    | [ 58 ] [ 52 ]        |
| Josh Le Grove      | 22   | Halstead      | Día 26    | Abandonado (Día 39)    | [ 59 ] [ 52 ] [ 60 ] |
| Jacques O'Neill    | 23   | Walney        | Día 7     | Caminata (Día 37)      | [ 61 ] [ 62 ]        |
| Chyna Mills        | 23   | Leeds         | Día 27    | Abandonada (Día 35)    | [ 63 ] [ 52 ]        |
| Jay Younger        | 28   | Edimburgo     | Día 9     | Abandonada (Día 35)    | [ 64 ] [ 65 ]        |
| Cheyanne Kerr      | 23   | Barnsley      | Día 27    | Abandonada (Día 31)    | [ 66 ] [ 52 ]        |
| George Tasker      | 23   | Cirencester   | Día 26    | Abandonada (Día 31)    | [ 67 ] [ 52 ] [ 68 ] |
| Jack Keating       | 23   | Dublín        | Día 26    | Abandonado (Día 31)    | [ 69 ] [ 52 ]        |
| Jazmine Nichol     | 21   | Newcastle     | Día 27    | Abandonados (Día 31)   | [ 70 ] [ 52 ]        |
| Mollie Salmon      | 23   | Southampton   | Día 27    | Abandonada (Día 31)    | [ 71 ] [ 52 ]        |
| Samuel Agbiji      | 22   | Manchester    | Día 26    | Abandonado (Día 31)    | [ 72 ] [ 52 ]        |
| Antigoni Buxton    | 26   | Londres       | Día 17    | Abandonado (Día 25)    | [ 73 ] [ 74 ]        |
| Charlie Radnedge   | 28   | Londres       | Día 17    | Abandonado (Día 25)    | [ 75 ] [ 76 ]        |
| Amber Beckford     | 24   | Londres       | Día 1     | Abandonada (Día 15)    | [ 77 ] [ 78 ]        |
| Ikenna Ekwonna     | 23   | Nottingham    | Día 1     | Abandonada (Día 15)    | [ 79 ] [ 80 ]        |
| Remi Lambert       | 22   | Manchester    | Día 9     | Abandonado (Día 12)    | [ 81 ] [ 82 ]        |
| Afia Tonkmor       | 25   | Londres       | Día 3     | Abandonada (Día 8)     | [ 83 ] [ 84 ]        |
| Liam Llewellyn     | 22   | Newport       | Día 1     | Caminata (Día 5)       | [ 85 ] [ 86 ]        |

## Críticas
Después de los suicidios de los ex concursantes Sophie Gradon y Mike Thalassitis, surgieron preocupaciones sobre las presiones de la televisión de realidad. Antes de su muerte, Gradon había hablado de los ataques que había recibido de los troles en línea como resultado de aparecer en el programa. El novio de Gradon también se suicidó varias semanas después de su muerte. Algunos concursantes han tenido pornografía de venganza que contiene imágenes explícitas de ellos publicadas en línea y han recibido amenazas de muerte. 
El programa ha recibido numerosas quejas, con 4.100 personas que han presentado quejas oficiales sobre la serie de 2018 por cuestiones como las imágenes transmitidas y cómo los concursantes se han tratado entre sí. La organización benéfica Women's Aid ha criticado el tratamiento de las concursantes femeninas al "controlar" y "abusar" de los concursantes masculinos. La organización benéfica Mental Health Foundation también ha criticado el programa por el impacto negativo que puede tener en los espectadores que se sienten inseguros acerca de sus cuerpos. El programa también ha recibido críticas por su falta de diversidad corporal y étnica. Los productores del programa respondieron a esta crítica diciendo que el programa era "aspiracional" y que "no ponen excusas" sobre tener un elenco de personas atractivas en el programa.
Después de la muerte de la presentadora Caroline Flack en febrero de 2020, hubo llamadas de algunos para cancelar el programa. Se plantearon preguntas sobre las presiones del programa, y muchos llamaron la atención sobre cómo The Jeremy Kyle Show había sido cancelado recientemente después del suicidio de un participante.